# Straßenbahn Mainz
| Triebwagen 203 des Typs GT6M am Mainzer Hauptbahnhof |                                                                              |                                                  |                                                  |
| Streckenlänge: | 29,7 km                                                                      |                                                  |                                                  |
| Spurweite: | 1000 mm (Meterspur)                                                          |                                                  |                                                  |
| Stromsystem: | 750 Volt =                                                                   |                                                  |                                                  |
| Maximale Neigung: | 95,49 ‰                                                                      |                                                  |                                                  |
| Zweigleisigkeit: | alle Strecken außer: * Zahlbach – Bahnstraße * Jägerhaus – Am Schinnergraben |                                                  |                                                  |
| |                                                                              |                                                  |                                                  |
| \| \| \| \| \| \| \| \| \| \| \| \| \| Hindemithstraße 51 53 \| \| \| \| \| \| \| \| \| \| ZDF[1] \| \| \| \| \| VRM[1] \| \| \| \| \| Marienborn Bahnhof \| \| \| \| \| Bahnstrecke Alzey–Mainz \| \| \| \| \| \| \| \| \| \| Wiesenstraße \| \| \| \| \| Im Borner Grund \| \| \| \| \| Mainzer Ring (A60) \| \| \| \| \| Wilhelm-Quetsch-Straße \| \| \| \| \| Südring \| \| \| \| \| Hans-Böckler-Straße / Die Johanniter \| \| \| \| \| Ludwig-Nauth-Straße \| \| \| \| \| Hildegard-von-Bingen-Straße \| \| \| \| \| \| \| \| \| \| Hochschule Mainz 59 \| \| \| \| \| Jakob Heinz Straße / Arena \| \| \| \| \| Kisselberg Hochschule für Musik Mainz \| \| \| \| \| Friedrich-von-Pfeiffer-Weg \| \| \| \| \| Universität \| \| \| \| \| \| \| \| \| \| \| \| \| \| \| Römerquelle 50 \| \| \| \| \| Jupiterweg \| \| \| \| \| \| \| \| \| \| Poststraße 51 \| \| \| \| \| Königsborn \| \| \| \| \| \| \| \| \| \| Mainzer Ring \| \| \| \| \| Gemarkungsgrenze \| \| \| \| \| Viermorgenweg \| \| \| \| \| Kapellenstraße / Gesundheitszentrum \| \| \| \| \| Nerotalstraße \| \| \| \| \| \| \| \| \| \| Josef-Ludwig-Platz \| \| \| \| \| \| \| \| \| \| Elbestraße \| \| \| \| \| Hugo-Eckener-Straße \| \| \| \| \| An der Bruchspitze \| \| \| \| \| Gonsbachgärten \| \| \| \| \| Turmstraße Bahnhof Waggonfabrik \| \| \| \| \| Zwerchallee \| \| \| \| \| Bahn Mainz Nord - / Bingen - / Alzey – Mainz \| \| \| \| \| Schott AG \| \| \| \| \| \| \| \| \| \| Zollhafen Inge-Reitz-Straße 59 \| \| \| \| \| Straßenbahn- und Busdepot \| \| \| \| \| Straßenbahnamt \| \| \| \| \| \| \| \| \| \| Bismarckplatz \| \| \| \| \| Goethestraße \| \| \| \| \| Lessingstraße \| \| \| \| \| Bahnstraße 52 \| \| \| \| \| Naturschaugarten Lindenmühle \| \| \| \| \| Zahlbach \| \| \| \| \| Römersteine (ehemaliges Hildegardis-Krankenhaus) \| \| \| \| \| Hauptfriedhof / Blindenzentrum \| \| \| \| \| Agentur für Arbeit / Katholische Hochschule \| \| \| \| \| \| \| \| \| \| \| \| \| \| \| Hauptbahnhof West / Mainzer Taubertsbergbad \| \| \| \| \| \| \| \| \| \| Hauptbahnhof \| \| \| \| \| \| \| \| \| \| Münsterplatz \| \| \| \| \| Schillerplatz \| \| \| \| \| Am Gautor \| \| \| \| \| An der Philippsschanze \| \| \| \| \| Pariser Tor \| \| \| \| \| Berliner Straße \| \| \| \| \| \| \| \| \| \| Kurmainz-Kaserne Akademie der Wissenschaften \| \| \| \| \| \| \| \| \| \| Mainzer Ring \| \| \| \| \| \| \| \| \| \| Jägerhaus \| \| \| \| \| Büdinger Straße \| \| \| \| \| Am Schinnergraben 52 \| \| \| \| \| \| \| \| \| \| Birkenstraße \| \| \| \| \| Carl-Zeiss-Straße \| \| \| \| \| Mühldreieck P + R \| \| \| \| \| Dornsheimer Weg \| \| \| \| \| \| \| \| \| \| Bürgerhaus 50 53 \| \| \| \| \| \| \| \| \| \| \| \| |                                                                              |                                                  |                                                  |
| |                                                                              |                                                  |                                                  |
| |                                                                              |                                                  |                                                  |
| U-Bahn-Haltepunkt / Haltestelle |                                                                              | Hindemithstraße 51 53                            | Hindemithstraße 51 53                            |
| |                                                                              |                                                  |                                                  |
| U-Bahn-Haltepunkt / Haltestelle |                                                                              | ZDF                                              | ZDF                                              |
| U-Bahn-Haltepunkt / Haltestelle |                                                                              | VRM                                              | VRM                                              |
| U-Bahn-Haltepunkt / Haltestelle |                                                                              | Marienborn Bahnhof                               | Marienborn Bahnhof                               |
| U-Bahn-Kreuzung mit Eisenbahn geradeaus unten |                                                                              | Bahnstrecke Alzey–Mainz                          | Bahnstrecke Alzey–Mainz                          |
| |                                                                              |                                                  |                                                  |
| U-Bahn-Haltepunkt / Haltestelle |                                                                              | Wiesenstraße                                     | Wiesenstraße                                     |
| U-Bahn-Haltepunkt / Haltestelle |                                                                              | Im Borner Grund                                  | Im Borner Grund                                  |
| |                                                                              | Mainzer Ring (A60)                               |                                                  |
| U-Bahn-Haltepunkt / Haltestelle |                                                                              | Wilhelm-Quetsch-Straße                           | Wilhelm-Quetsch-Straße                           |
| U-Bahn-Haltepunkt / Haltestelle |                                                                              | Südring                                          | Südring                                          |
| U-Bahn-Haltepunkt / Haltestelle |                                                                              | Hans-Böckler-Straße / Die Johanniter             | Hans-Böckler-Straße / Die Johanniter             |
| U-Bahn-Haltepunkt / Haltestelle |                                                                              | Ludwig-Nauth-Straße                              | Ludwig-Nauth-Straße                              |
| U-Bahn-Haltepunkt / Haltestelle |                                                                              | Hildegard-von-Bingen-Straße                      | Hildegard-von-Bingen-Straße                      |
| |                                                                              |                                                  |                                                  |
| U-Bahn-Haltepunkt / Haltestelle |                                                                              | Hochschule Mainz 59                              | Hochschule Mainz 59                              |
| U-Bahn-Haltepunkt / Haltestelle |                                                                              | Jakob Heinz Straße / Arena                       | Jakob Heinz Straße / Arena                       |
| U-Bahn-Haltepunkt / Haltestelle |                                                                              | Kisselberg Hochschule für Musik Mainz            | Kisselberg Hochschule für Musik Mainz            |
| U-Bahn-Haltepunkt / Haltestelle |                                                                              | Friedrich-von-Pfeiffer-Weg                       | Friedrich-von-Pfeiffer-Weg                       |
| U-Bahn-Haltepunkt / Haltestelle |                                                                              | Universität                                      | Universität                                      |
| U-Bahn-Strecke nach halbrechts |                                                                              |                                                  |                                                  |
| U-Bahn-Strecke von halblinks |                                                                              |                                                  |                                                  |
| U-Bahn-Strecke · U-Bahn-Haltepunkt / Haltestelle |                                                                              | Römerquelle 50                                   | Römerquelle 50                                   |
| U-Bahn-Strecke · U-Bahn-Haltepunkt / Haltestelle |                                                                              | Jupiterweg                                       | Jupiterweg                                       |
| U-Bahn-Strecke · U-Bahn-Strecke |                                                                              |                                                  |                                                  |
| U-Bahn-Strecke · U-Bahn-Haltepunkt / Haltestelle · U-Bahn-Strecke |                                                                              | Poststraße 51                                    | Poststraße 51                                    |
| U-Bahn-Strecke · U-Bahn-Haltepunkt / Haltestelle · U-Bahn-Strecke |                                                                              | Königsborn                                       | Königsborn                                       |
| U-Bahn-Strecke · U-Bahn-Abzweig geradeaus und von links · U-Bahn-Strecke nach rechts |                                                                              |                                                  |                                                  |
| U-Bahn-Strecke |                                                                              | Mainzer Ring                                     | Mainzer Ring                                     |
| U-Bahn-Strecke · U-Bahn-Haltepunkt / Haltestelle |                                                                              | Gemarkungsgrenze                                 | Gemarkungsgrenze                                 |
| U-Bahn-Strecke · U-Bahn-Haltepunkt / Haltestelle |                                                                              | Viermorgenweg                                    | Viermorgenweg                                    |
| U-Bahn-Strecke · U-Bahn-Haltepunkt / Haltestelle |                                                                              | Kapellenstraße / Gesundheitszentrum              | Kapellenstraße / Gesundheitszentrum              |
| U-Bahn-Strecke · U-Bahn-Haltepunkt / Haltestelle |                                                                              | Nerotalstraße                                    | Nerotalstraße                                    |
| |                                                                              |                                                  |                                                  |
| U-Bahn-Strecke · U-Bahn-Haltepunkt / Haltestelle |                                                                              | Josef-Ludwig-Platz                               | Josef-Ludwig-Platz                               |
| |                                                                              |                                                  |                                                  |
| U-Bahn-Strecke · U-Bahn-Haltepunkt / Haltestelle |                                                                              | Elbestraße                                       | Elbestraße                                       |
| U-Bahn-Strecke · U-Bahn-Haltepunkt / Haltestelle |                                                                              | Hugo-Eckener-Straße                              | Hugo-Eckener-Straße                              |
| U-Bahn-Strecke · U-Bahn-Haltepunkt / Haltestelle |                                                                              | An der Bruchspitze                               | An der Bruchspitze                               |
| U-Bahn-Strecke · U-Bahn-Haltepunkt / Haltestelle |                                                                              | Gonsbachgärten                                   | Gonsbachgärten                                   |
| U-Bahn-Strecke · U-Bahn-Haltepunkt / Haltestelle |                                                                              | Turmstraße Bahnhof Waggonfabrik                  | Turmstraße Bahnhof Waggonfabrik                  |
| U-Bahn-Strecke · U-Bahn-Haltepunkt / Haltestelle |                                                                              | Zwerchallee                                      | Zwerchallee                                      |
| U-Bahn-Kreuzung mit Eisenbahn geradeaus unten |                                                                              | Bahn Mainz Nord - / Bingen - / Alzey – Mainz     | Bahn Mainz Nord - / Bingen - / Alzey – Mainz     |
| U-Bahn-Strecke · U-Bahn-Haltepunkt / Haltestelle |                                                                              | Schott AG                                        | Schott AG                                        |
| U-Bahn-Strecke · U-Bahn-Strecke |                                                                              |                                                  |                                                  |
| U-Bahn-Strecke · U-Bahn-Strecke · U-Bahn-Haltepunkt / Haltestelle |                                                                              | Zollhafen Inge-Reitz-Straße 59                   | Zollhafen Inge-Reitz-Straße 59                   |
| U-Bahn-Strecke · U-Bahn-Strecke · U-Bahn-Dienststation / Betriebs- oder Güterbahnhof |                                                                              | Straßenbahn- und Busdepot                        | Straßenbahn- und Busdepot                        |
| U-Bahn-Strecke · U-Bahn-Strecke · U-Bahn-Haltepunkt / Haltestelle |                                                                              | Straßenbahnamt                                   | Straßenbahnamt                                   |
| U-Bahn-Strecke · U-Bahn-Strecke nach links · U-Bahn-Abzweig geradeaus, nach rechts und von rechts |                                                                              |                                                  |                                                  |
| U-Bahn-Strecke · U-Bahn-Haltepunkt / Haltestelle |                                                                              | Bismarckplatz                                    | Bismarckplatz                                    |
| U-Bahn-Strecke · U-Bahn-Haltepunkt / Haltestelle |                                                                              | Goethestraße                                     | Goethestraße                                     |
| U-Bahn-Strecke · U-Bahn-Haltepunkt / Haltestelle |                                                                              | Lessingstraße                                    | Lessingstraße                                    |
| U-Bahn-Haltepunkt / Haltestelle Streckenanfang · U-Bahn-Strecke · U-Bahn-Strecke |                                                                              | Bahnstraße 52                                    | Bahnstraße 52                                    |
| U-Bahn-Haltepunkt / Haltestelle · U-Bahn-Strecke · U-Bahn-Strecke |                                                                              | Naturschaugarten Lindenmühle                     | Naturschaugarten Lindenmühle                     |
| U-Bahn-Haltepunkt / Haltestelle · U-Bahn-Strecke · U-Bahn-Strecke |                                                                              | Zahlbach                                         | Zahlbach                                         |
| U-Bahn-Haltepunkt / Haltestelle · U-Bahn-Strecke · U-Bahn-Strecke |                                                                              | Römersteine (ehemaliges Hildegardis-Krankenhaus) | Römersteine (ehemaliges Hildegardis-Krankenhaus) |
| U-Bahn-Haltepunkt / Haltestelle · U-Bahn-Strecke · U-Bahn-Strecke |                                                                              | Hauptfriedhof / Blindenzentrum                   | Hauptfriedhof / Blindenzentrum                   |
| U-Bahn-Haltepunkt / Haltestelle · U-Bahn-Strecke · U-Bahn-Strecke |                                                                              | Agentur für Arbeit / Katholische Hochschule      | Agentur für Arbeit / Katholische Hochschule      |
| U-Bahn-Abzweig geradeaus und von links · U-Bahn-Strecke nach rechts · U-Bahn-Strecke |                                                                              |                                                  |                                                  |
| |                                                                              |                                                  |                                                  |
| U-Bahn-Haltepunkt / Haltestelle · U-Bahn-Strecke |                                                                              | Hauptbahnhof West / Mainzer Taubertsbergbad      | Hauptbahnhof West / Mainzer Taubertsbergbad      |
| |                                                                              |                                                  |                                                  |
| U-Bahn-Haltepunkt / Haltestelle · U-Bahn-Haltepunkt / Haltestelle |                                                                              | Hauptbahnhof                                     | Hauptbahnhof                                     |
| U-Bahn-Strecke nach links · U-Bahn-Strecke quer · U-Bahn-Abzweig quer, von links und von rechts · U-Bahn-Strecke nach rechts |                                                                              |                                                  |                                                  |
| U-Bahn-Haltepunkt / Haltestelle |                                                                              | Münsterplatz                                     | Münsterplatz                                     |
| U-Bahn-Haltepunkt / Haltestelle |                                                                              | Schillerplatz                                    | Schillerplatz                                    |
| U-Bahn-Haltepunkt / Haltestelle |                                                                              | Am Gautor                                        | Am Gautor                                        |
| U-Bahn-Haltepunkt / Haltestelle |                                                                              | An der Philippsschanze                           | An der Philippsschanze                           |
| U-Bahn-Haltepunkt / Haltestelle |                                                                              | Pariser Tor                                      | Pariser Tor                                      |
| U-Bahn-Haltepunkt / Haltestelle |                                                                              | Berliner Straße                                  | Berliner Straße                                  |
| |                                                                              |                                                  |                                                  |
| U-Bahn-Haltepunkt / Haltestelle |                                                                              | Kurmainz-Kaserne Akademie der Wissenschaften     | Kurmainz-Kaserne Akademie der Wissenschaften     |
| |                                                                              |                                                  |                                                  |
| |                                                                              | Mainzer Ring                                     |                                                  |
| U-Bahn-Strecke von links · U-Bahn-Abzweig geradeaus und nach rechts |                                                                              |                                                  |                                                  |
| U-Bahn-Haltepunkt / Haltestelle · U-Bahn-Haltepunkt / Haltestelle |                                                                              | Jägerhaus                                        | Jägerhaus                                        |
| U-Bahn-Strecke · U-Bahn-Haltepunkt / Haltestelle |                                                                              | Büdinger Straße                                  | Büdinger Straße                                  |
| U-Bahn-Strecke · U-Bahn-Haltepunkt / Haltestelle |                                                                              | Am Schinnergraben 52                             | Am Schinnergraben 52                             |
| U-Bahn-Strecke |                                                                              |                                                  |                                                  |
| U-Bahn-Haltepunkt / Haltestelle |                                                                              | Birkenstraße                                     | Birkenstraße                                     |
| U-Bahn-Haltepunkt / Haltestelle |                                                                              | Carl-Zeiss-Straße                                | Carl-Zeiss-Straße                                |
| U-Bahn-Haltepunkt / Haltestelle |                                                                              | Mühldreieck P + R                                | Mühldreieck P + R                                |
| U-Bahn-Haltepunkt / Haltestelle |                                                                              | Dornsheimer Weg                                  | Dornsheimer Weg                                  |
| |                                                                              |                                                  |                                                  |
| U-Bahn-Haltepunkt / Haltestelle |                                                                              | Bürgerhaus 50 53                                 | Bürgerhaus 50 53                                 |
| |                                                                              |                                                  |                                                  |
| |                                                                              |                                                  |                                                  |

Die Straßenbahn Mainz ist ein meterspuriges Straßenbahnsystem in der rheinland-pfälzischen Landeshauptstadt Mainz. Sie wurde 1884 als Pferdebahn eröffnet und ab 1904 elektrifiziert, zeitweise verkehrten auch Dampfstraßenbahnen. Zuständiges Verkehrsunternehmen ist die Mainzer Verkehrsgesellschaft (MVG).

## Heutiges Liniennetz

Netzplan, Stand 2023

| Linie | Strecke                                                               | Haltestellen | Betrieb              |
| ----- | --------------------------------------------------------------------- | ------------ | -------------------- |
| 50    | Finthen, Römerquelle ↔ Hechtsheim, Bürgerhaus                         | 31           | Einrichtungsbetrieb  |
| 51    | Finthen, Poststraße ↔ Lerchenberg, Hindemithstraße                    | 35           | Einrichtungsbetrieb  |
| 52    | Bretzenheim, Bahnstraße ↔ Hechtsheim, Am Schinnergraben               | 18           | Zweirichtungsbetrieb |
| 53    | Lerchenberg, Hindemithstraße ↔ Hechtsheim, Bürgerhaus                 | 32           | Einrichtungsbetrieb  |
| 59    | Bretzenheim, Hochschule Mainz ↔ Neustadt, Zollhafen Inge-Reitz-Straße | 12           | Einrichtungsbetrieb  |

### Takt
| Linie | Montag – Freitag (tagsüber) | Montag – Freitag (Ferien) | Samstags 9 bis 19 Uhr | Sonntags Spätverkehr (täglich ab 20:30 Uhr) | Nacht        |
| ----- | --------------------------- | ------------------------- | --------------------- | ------------------------------------------- | ------------ |
| 50    | 15                          | 20                        | 30                    | 30                                          | 30           |
| 51    | 15                          | 20                        | 30                    | 30                                          | 30           |
| 52    | 20                          | 20                        | 30                    | 30                                          | 30           |
| 53    | 15                          | 20                        | 30                    | 30                                          | kein Betrieb |
| 59    | 30                          | 30                        | kein Betrieb          | kein Betrieb                                | kein Betrieb |

Durch die gemeinsame Bedienung der Streckenäste Finthen–Hauptbahnhof der Linie 50 und 51, Hechtsheim–Hauptbahnhof der Linien 50 und 53 und Lerchenberg–Hauptbahnhof der Linien 51 und 53 ergibt sich auf diesen Streckenästen ein 7,5-Minuten-Takt. In den Sommer- und Winterferien werden die Streckenäste nur im 10-Minuten-Takt befahren. Die Linie 52 verstärkt den Abschnitt Hauptbahnhof–Hechtsheim zusätzlich bis Jägerhaus.
Im Spätverkehr und sonntags ergibt sich auf den Streckenästen Finthen–Hauptbahnhof und Lerchenberg–Hauptbahnhof so ein 15-Minuten-Takt. Der Streckenabschnitt Hechtsheim–Hauptbahnhof wird mit den Linien 50, 52 und 53 im 10-Minuten-Takt befahren.

## Geschichte

### Pferdebahn (1883 bis 1904)

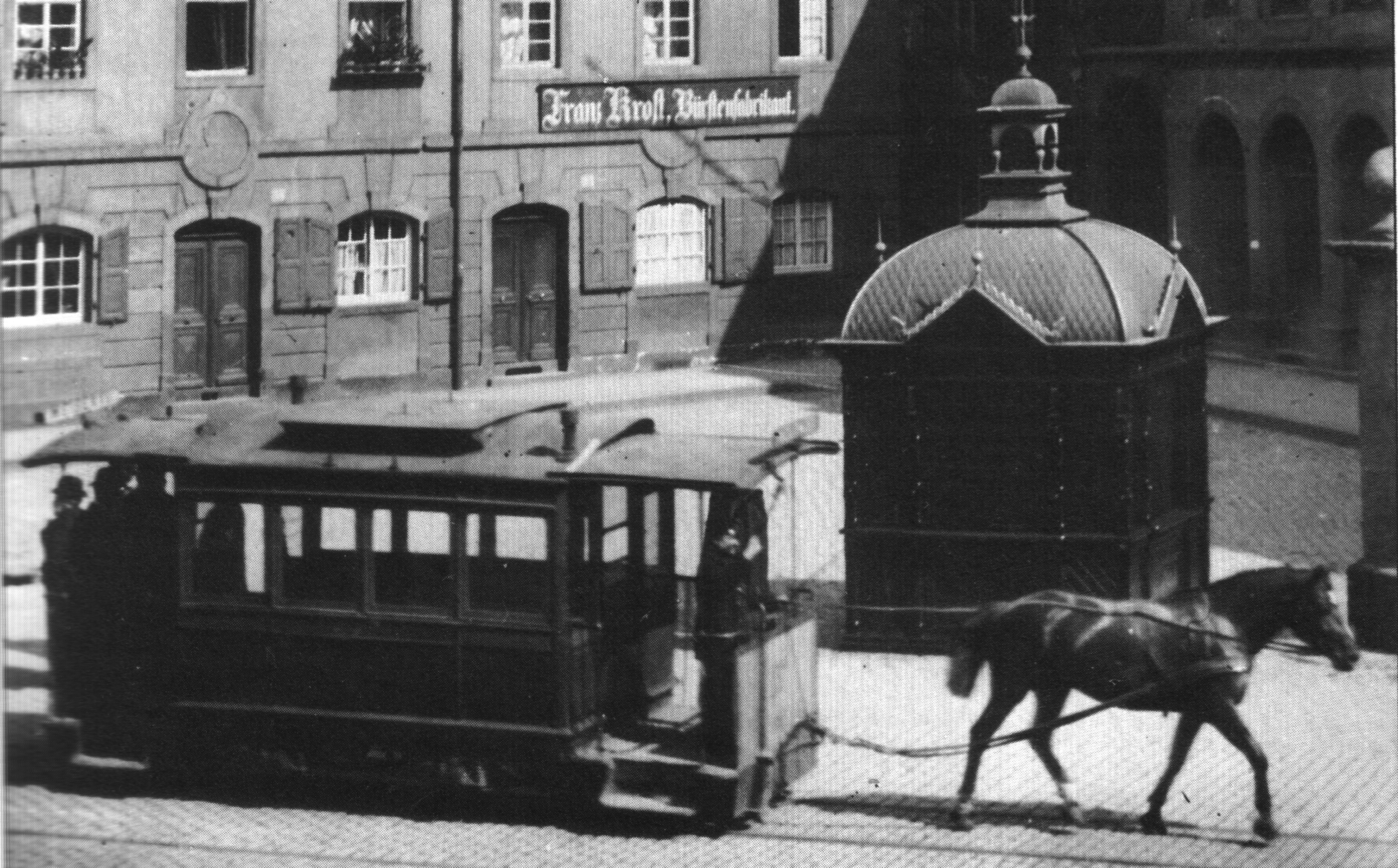
Pferdebahn am Leichhof

Im Zuge der Stadterweiterung von Mainz und angesichts des Wiesbadener Vorbildes von 1875 kam in Mainz der Wunsch nach einer öffentlichen Pferdebahn auf. Dieses Projekt verzögerte sich allerdings aufgrund der ablehnenden Haltung von Stadtbaumeister Eduard Kreyßig bis 1883. Planung und Aufbau fanden in diesem Jahr durch das Berliner Unternehmen Marcks & Balke statt; am 26. September wurde das Netz eröffnet. Der Betrieb wurde von privater Hand getragen: zunächst durch die Mainzer Straßenbahn AG, und ab 1895 (zusammen mit der Dampfbahn) von der in Darmstadt ansässigen Süddeutschen Eisenbahn-Gesellschaft (SEG). Im Zuge der Elektrifizierung erwarb die Stadt Mainz die Straßenbahn.
Das Streckennetz benutzte von Anfang an die noch heute verwendete Spurweite von einem Meter. Es wurde im Laufe der Jahre erweitert und teils (im Bereich der Großen Bleiche, um der Dampfbahn Platz zu machen) auch abgebaut.
Die meiste Zeit über gab es drei Linien:
- Weisenau ↔ Station Neutor ↔ Augustinerstraße ↔ Höfchen ↔ Bonifaziusplatz (Heute Hindenburgplatz) ↔ Boulevard ↔ Centralbahnhof
- Centralbahnhof ↔ Höfchen ↔ Fischtor ↔ Straßenbrücke ↔ Kastel
- Bonifaziusplatz ↔ Zollhafen ↔ Schlachthof (In der Nähe des heutigen Bismarckplatzes)

Beim Überqueren der Rheinbrücke wurde ein erhöhter Brückenzoll von fünf Pfennig fällig, der auf den Fahrpreis aufgeschlagen wurde.
Die Wagen wurden von einem, je nach Strecke und Belastung auch von zwei Pferden gezogen. Es gab geschlossene Wagen mit Seitenbänken und Mittelgang, die bis zu 14 Sitz- und 14 Stehplätze boten, sowie offene mit bis zu 40 Plätzen in Quersitzreihen ohne Mittelgang.
Da es noch keinen Arbeiter-Berufsverkehr gab, konnten die Fahrten in einem meist gleichmäßigen 9-Minuten-Abstand zwischen ungefähr 6 und 23 Uhr stattfinden. Auch der Sonntagsfahrplan unterschied sich nicht wesentlich von dem an Werktagen, außer dass in den Abendstunden der Verkehr für die heimkehrenden Ausflügler etwas dichter und länger gestaltet wurde.

### Dampfstraßenbahn (1891 bis 1923)

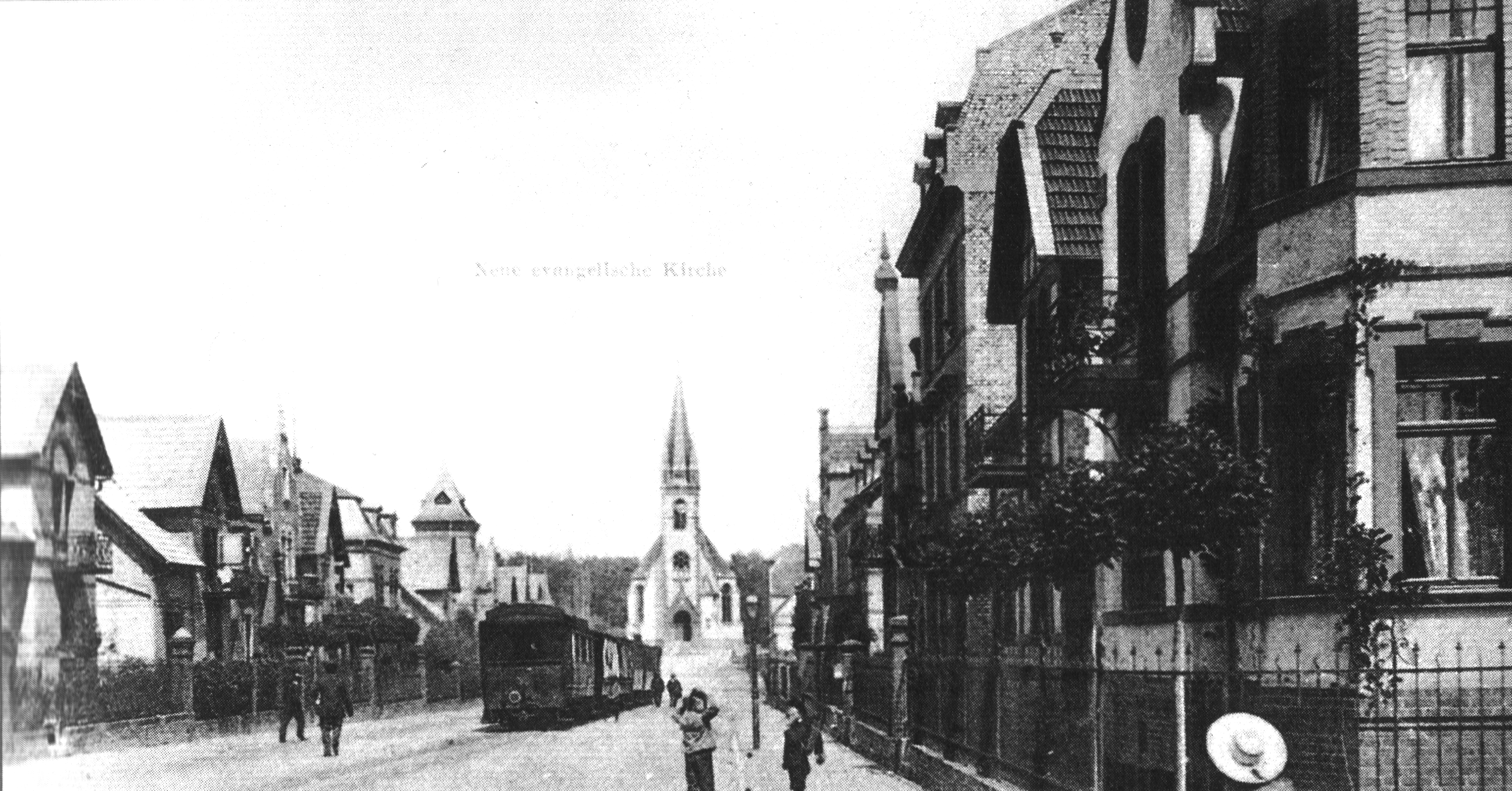
Dampfstraßenbahn in Gonsenheim (Kaiserstraße, heute Breite Straße) 1903

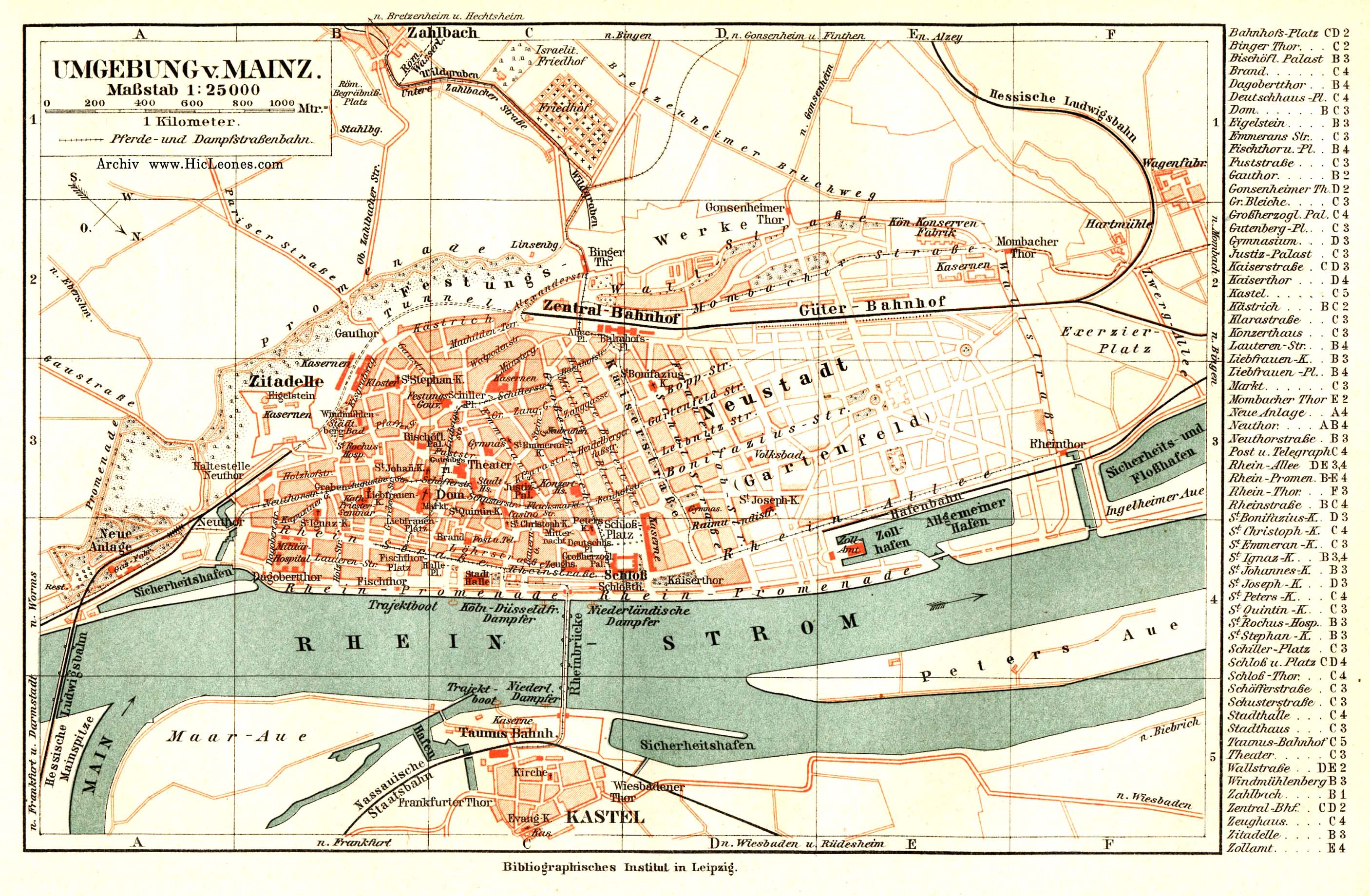
Verlauf der Dampfstraßenbahn auf einem historischen Stadtplan

Das Interesse der stadtnahen Gemeinden Bretzenheim, Hechtsheim und Finthen an einer Nahverkehrsanbindung führte zum Bau einer am 19. April 1890 eröffneten Dampfstraßenbahn, die von einem Konsortium um Herrmann Bachstein, ab 1895 durch die SEG betrieben wurde. Es gab zwei Linien, die in der Innenstadt eine gemeinsame Strecke befuhren:
- Fischtor ↔ Große Bleiche ↔ Centralbahnhof ↔ Bahnhof Kirchhöfe (in der Nähe des heutigen Arbeitsamtes) ↔ Zahlbach ↔ Lindenmühle ↔ Stichstrecke nach Bretzenheim und zurück ↔ über den heutigen Dampfbahnweg ↔ Jägerhaus ↔ Hechtsheim
- Fischtor ↔ Große Bleiche ↔ Centralbahnhof ↔ Kirchhöfe ↔ Finther Berg (im heutigen Wohngebiet Münchfeld) ↔ Gonsenheim Kriegerdenkmal ↔ Gonsenheim Kaiserstraße (heute Breite Straße) ↔ Gonsenheim Leniaberg (heute Kapellenstraße) ↔ Finthen

Südöstlich von Gonsenheim unterquerte die Dampfstraßenbahn die Bahnstrecke Alzey–Mainz in einer heute noch existierenden aber praktisch funktionslosen Unterführung. Im gemeinsamen Streckenabschnitt der beiden Linien vor der Großen Bleiche wurden die Geleise von der Pferde- und der Dampfstraßenbahn gemeinsam genutzt.
Die Züge hatten normalerweise drei bis vier Wagen, gelegentlich (von zwei Lokomotiven gezogen) auch fünf oder sechs. Es gab offene und geschlossene Personenwagen sowie Güterwagen. Die Personenwagen boten auf Sitz- und Stehplätzen in der Regel bis zu 64 Personen pro Wagen Platz.
Die Strecke war größtenteils eingleisig, so dass werktags auf den Linien etwa zehn bis maximal fünfzehn Zugpaare pro Tag verkehren konnten. An Sonntagen fuhren weniger Züge; es gab aber Sonderzüge zur Kerb in Bretzenheim oder Hechtsheim oder anderen besonderen Anlässen. Die Fahrzeit der Strecken lag um die 45 Minuten.
Die Dampfbahn war während ihres Betriebes bei den Mainzern unbeliebt. Anwohner versuchten, wegen der von ihr ausgehenden Belästigungen, Verkehrsbehinderungen und -gefährdungen, eine Verkürzung oder komplette Entfernung des innenstädtischen Teils zu erreichen, was aber zunächst nicht stattfand. Die SEG plante schon 1906 eine Elektrifizierung der Dampfbahn und eine Anbindung an das Wiesbadener Netz; die Verhandlungen mit der Stadt verliefen aber zäh. Der Erste Weltkrieg verzögerte derartige Bestrebungen.
Während des Krieges wurde die Dampfbahn verstärkt auch für militärische Zwecke eingesetzt. Aufgrund von Personalmangel wurde die Strecke verkürzt (der innenstädtische Teil bis zum Hauptbahnhof entfiel jetzt). Nach Kriegsende ging die Dampfbahn auf die Stadt über. Das heruntergekommene Material und die im Zuge der Geldentwertung stattfindenden Preiserhöhungen führten zu zurückgehenden Fahrgastzahlen und unrentablem Betrieb. Schließlich wurden die Finther und Hechtsheimer Streckenteile elektrifiziert und an das vorhandene elektrische Straßenbahnnetz angebunden, und der Dampfbahnbetrieb am 9. Juni 1923 beendet.

### Elektrifizierung (1904)

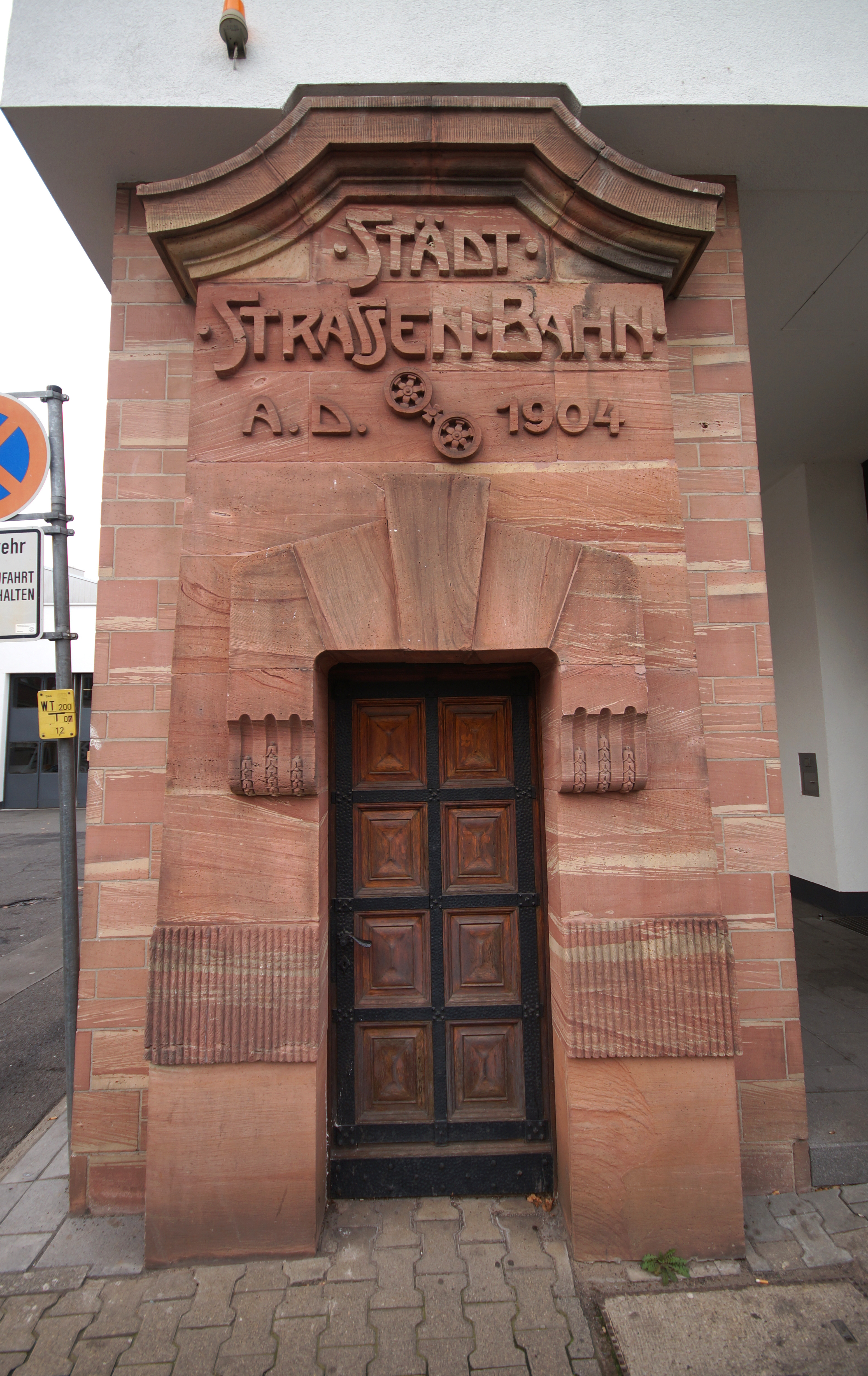
Ein steinernes Monument zur Elektrifizierung der Mainzer „Städtischen Straßenbahn“ ab 1904 im Kaiser-Karl-Ring in Mainz-Neustadt

Am 15. Juli 1904 fuhren die ersten Wagen der „Städtischen Straßenbahn“ elektrisch durch Mainz und lösten damit die seit 1883 betriebene Pferdebahn ab. Die erste Linie ging vom Gutenbergplatz über Schillerplatz – Hauptbahnhof – Kaiserstraße – Boppstraße und Bismarckplatz nach Mombach. Die „Ringbahn“ kam am 1. September hinzu, die die Innenstadt vom Hauptbahnhof über Kaisertor – Fischtor – Höfchen und Schillerplatz umrundete. Am gleichen Tag liefen die Mombacher Wagen über die Neubrunnenstraße bis zum Neubrunnenplatz. In schneller Folge kamen weitere Strecken hinzu: Vom Straßenbahnamt zum Kaisertor und vom Hindenburgplatz durch Bauhof- und Schusterstraße zum Höfchen (ab 20. Oktober), dann zum Neutor (ab 1. Dezember) und schließlich weiter bis nach Weisenau (ab 21. Dezember). Am 1. Januar 1905 erreichten die ersten Wagen den Kasteler Bahnhof und verdrängten die letzten Pferdebahnen. Damit war die erste Ausbaustufe beendet und 40 Triebwagen versahen den Dienst auf den drei Linien.

### Streckenausbau (1906)
1906 wurde die Strecke Straßenbahnamt – Ingelheimer Aue eröffnet, im Jahr darauf die Strecken Kastel – Kostheim und Waggonfabrik – Gonsenheim. Die erste elektrische Straßenbahn über die Große Bleiche fuhr ab 1916. Nach dem Ende des Ersten Weltkriegs übernahm die Mainzer Straßenbahn 1919 die Dampfbahnen der SEG.
Wesentlich ausgebaut und auf Elektrobetrieb umgestellt wurde das Netz in den 1920er Jahren durch die Elektrifizierung der Dampfbahnstrecken Gonsenheim – Finthen und Münsterplatz – Alicenplatz – Bretzenheim. Zudem erfolgte 1923 die Eröffnung der Strecke Schillerplatz – Gaustraße – Hechtsheim unter Mitbenutzung der ehemaligen Dampfbahnstrecke ab Jägerhaus. Ein Jahr später eröffnete die Linie zum Städtischen Krankenhaus, die allerdings nach drei Jahren Betrieb 1927 bereits wieder eingestellt wurde. Im selben Jahr erreichte das Mainzer Straßenbahnnetz mit der Inbetriebnahme der Strecke nach Kostheim/Siedlung mit 38,4 km seine größte Ausdehnung.
1931 wurde die Boppstraßen-Linie stillgelegt, 1943 die SEG-Linien 6 und 9 durch die Stadtwerke Mainz und Wiesbaden übernommen. Zwei Jahre später kam es kurz vor Kriegsende zur kriegsbedingten Stilllegung des Betriebes vom 27. Februar bis 28. Juli mit endgültiger Einstellung des Betriebes auf der Großen Bleiche und vom Hindenburgplatz über Bauhof- und Schusterstraße zum Höfchen.

### Nachkriegszeit bis heute

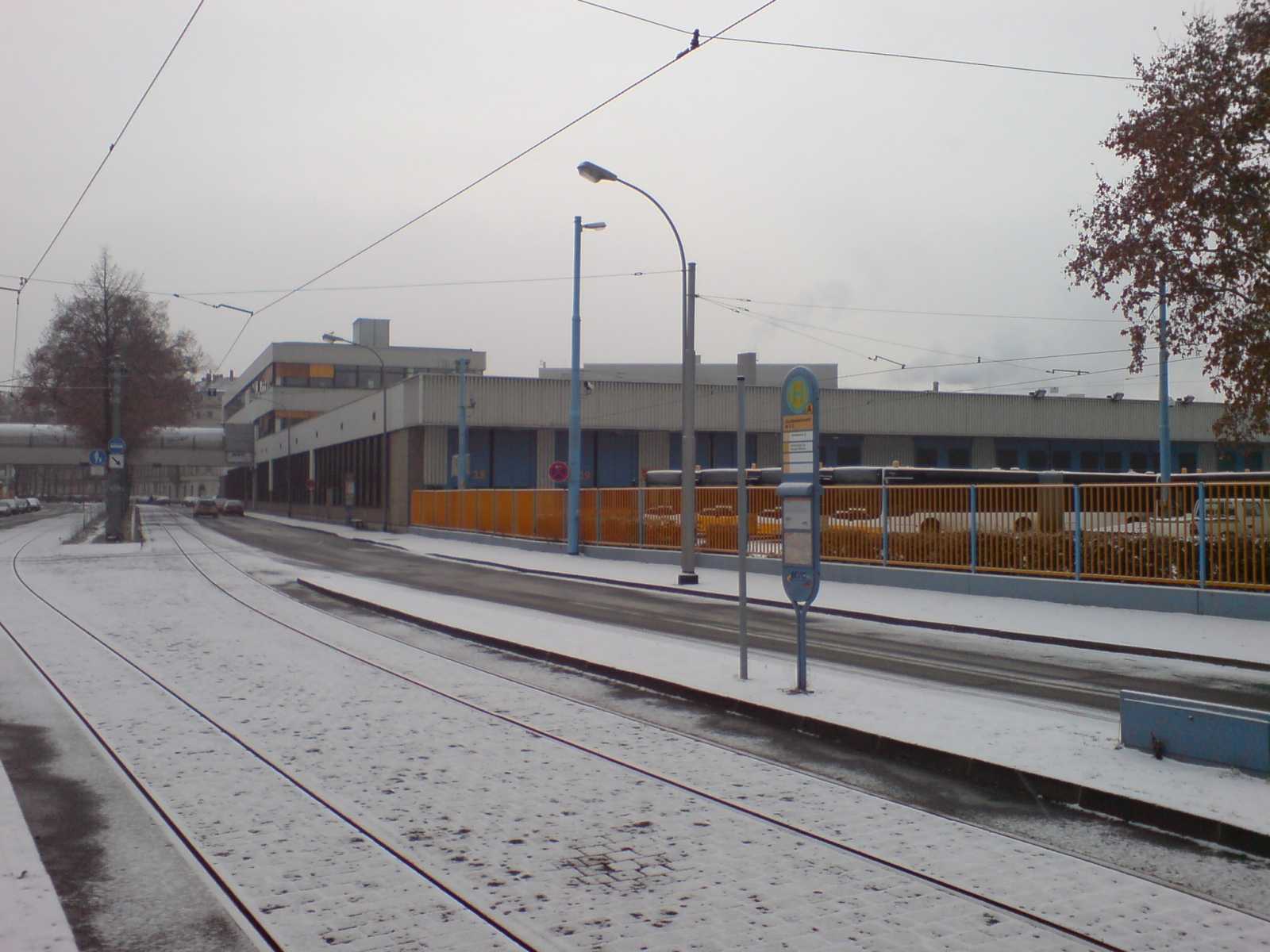
Straßenbahndepot am Kaiser-Karl-Ring

1946 wurde die neue Linie zur Universität eröffnet, nach Wiederherstellung der Rheinbrücke fand ab 1950 wieder durchgehender Straßenbahnverkehr nach Kostheim, Wiesbaden und Wiesbaden-Schierstein statt. Die Linien 6 und 9 nach Wiesbaden und WI-Schierstein wurden 1955 auf Busbetrieb umgestellt, ein Jahr später wurde auch die Universitäts-Linie durch Busse ersetzt. Wiederum zwei Jahre später verkehrten die letzten Straßenbahnen über die Rheinbrücke nach Kostheim.
Es folgte 1963 die Einstellung der Strecken Schillerplatz – Höfchen – Weisenau, Waggonfabrik – Mombach, auf der Kaiserstraße und zwischen Höfchen und Liebfrauenplatz. Zwei Jahre später wurde mit der Einstellung des Betriebes vom Straßenbahnamt über Kaisertor zum Liebfrauenplatz der Tiefpunkt der Mainzer Straßenbahngeschichte erreicht.
Mehrere Umbauten des Netzes folgten mit der Eröffnung der Strecke Gemarkungsgrenze – Finthen/Römerquelle 1977, der Strecke Jägerhaus – Hechtsheim/Dornsheimer Weg 1989 und der Eröffnung der Strecke Hechtsheim/Dornsheimer Weg – Bürgerhaus 1997 bei gleichzeitiger Stilllegung der Strecke Straßenbahnamt – Ingelheimer Aue. Im Rahmen des Umbaus des Vorplatzes am Mainzer Hauptbahnhof wurde auch eine Gleisverbindung geschaffen, die einen Verkehr von Bretzenheim nach Hechtsheim ermöglicht. Beim folgenden Fahrplanwechsel wurde die Linienführung entsprechend geändert, so dass auch der Streckenabschnitt vom Bismarckplatz bis zum Straßenbahnamt nur noch als Betriebsstrecke diente, erst seit dem 16. Oktober 2017 wird die Haltestelle „Straßenbahnamt“ wieder von der Linie 59 angefahren. Im Jahr 2000 versah man die verbliebenen Mainzer Straßenbahnlinien mit neuen Nummern: aus 8 ist 52 geworden, aus 10 und 11 wurden 50 und 51.
2007 ist eine neue zweigleisige Trasse zwischen Gemarkungsgrenze und Finthen, Poststraße in Betrieb gegangen. Ebenfalls durch zweigleisigen Ausbau wurde die Engstelle in der Gaustraße beseitigt.

### Bezeichnungen der Linien

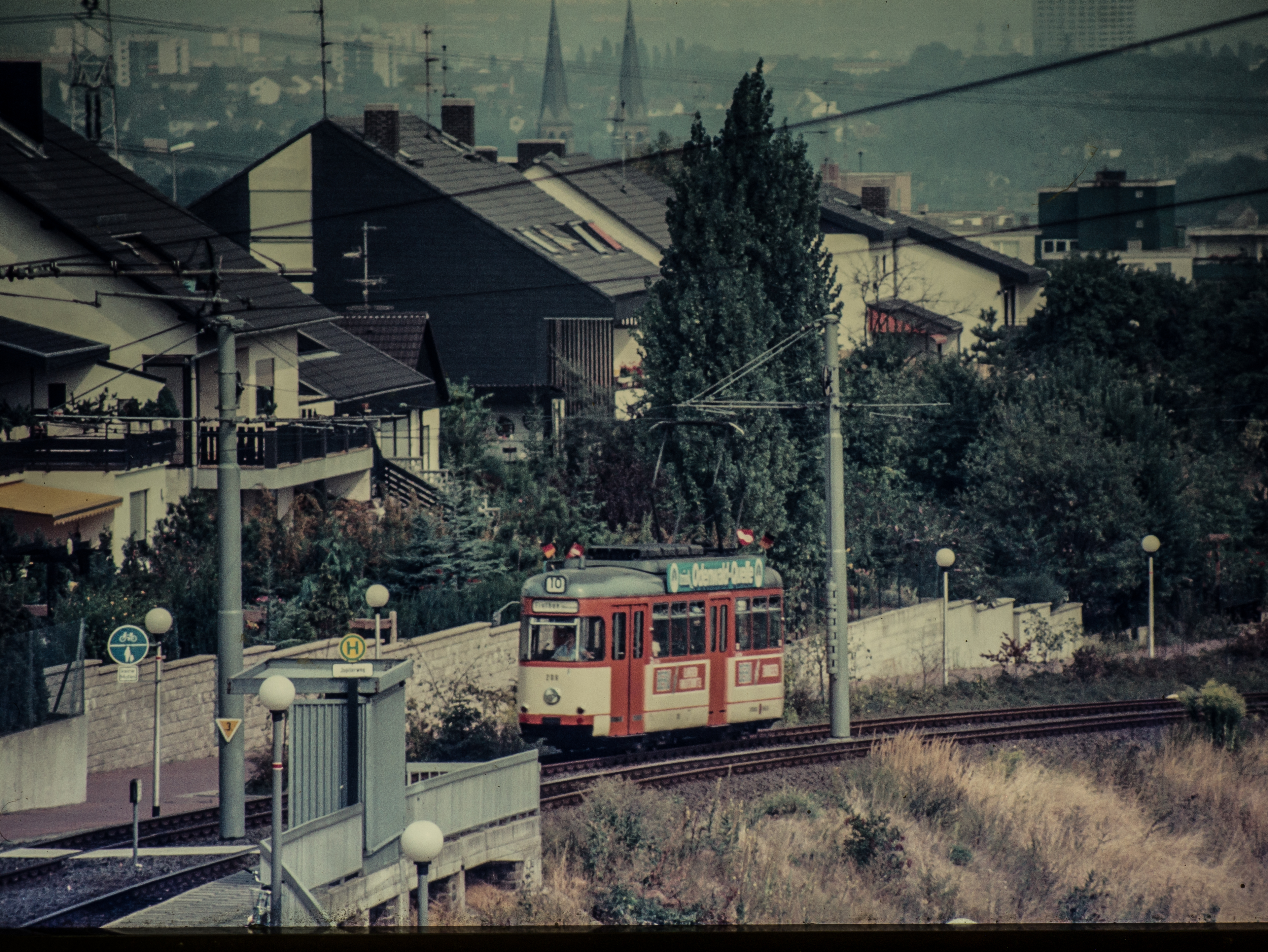
Linie 10 nach Finthen (1983)

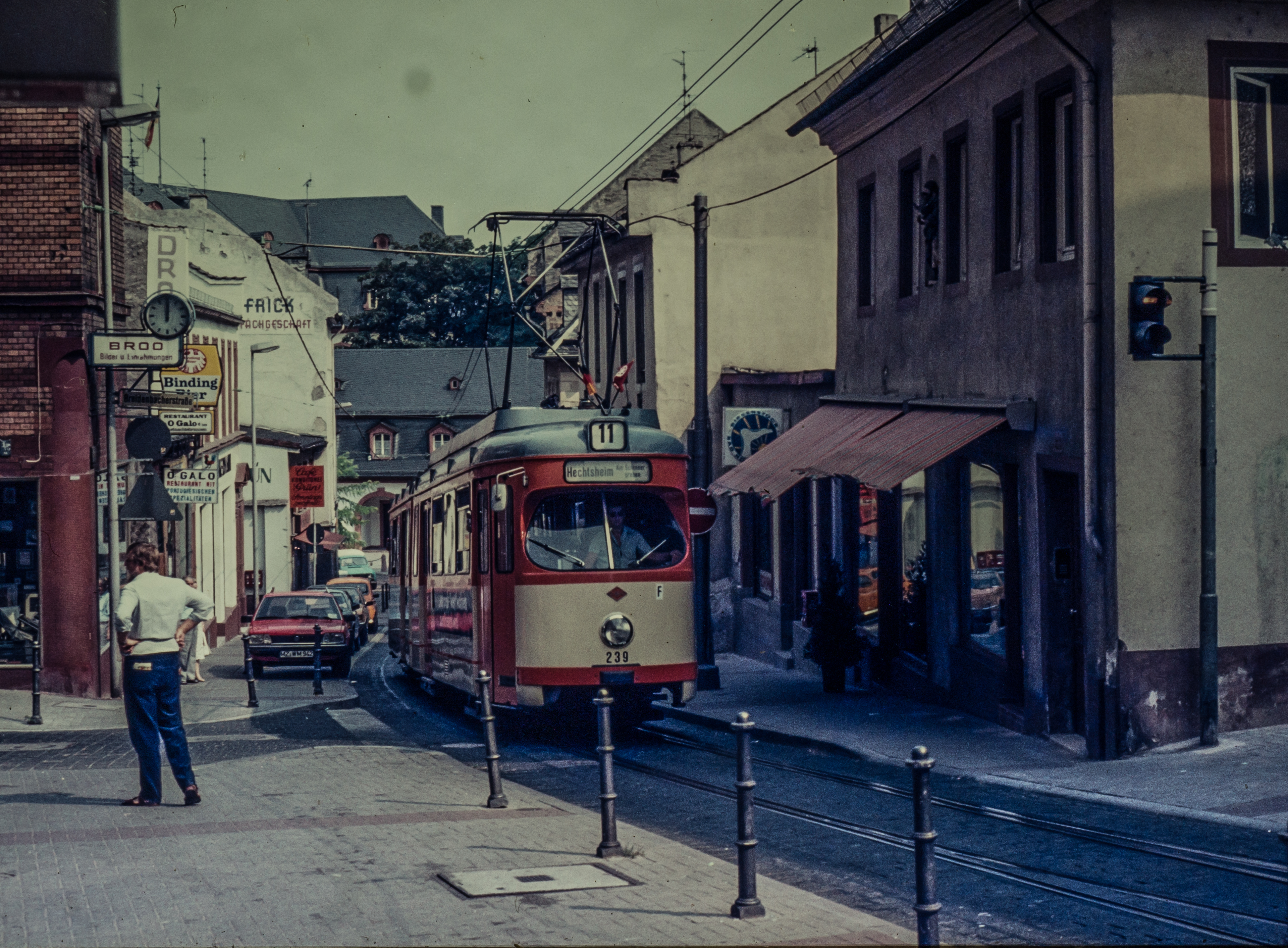
Linie 11 nach Hechtsheim in der Gaustraße (1983)

In den ersten beiden Jahrzehnten des Bestehens der Straßenbahn waren Liniennummern in Mainz nicht üblich. Man bezeichnete die Linien mit Farben (Rot für Weisenau, Grün für Mombach, Blau für die Ring- beziehungsweise Rundbahn und Gelb für Gonsenheim). Die Dampfstraßenbahn hieß in Anlehnung an dieses System inoffiziell auch die „schwarze Linie“. Die Triebwagen besaßen neben dem drehbaren Richtungsschild auf dem Dach links und rechts je eine Signallampe, die entsprechend der jeweiligen Linie farbiges Licht bei Dunkelheit zeigte.
Da die Farben nicht ausreichten, wurden diese auch kombiniert: Nach Finthen fuhr man Rot mit Gelb, nach Hechtsheim Weiß mit Blau usw. Für Fremde war dieses, auch andernorts weit verbreitete System, nur schwer durchschaubar, so dass man ab 1919 auch in Mainz Nummern einführte. Sie reichten schließlich von 1 bis 13, jedoch waren 6 und 9 ausgespart, weil die beiden SEG-Linien von Wiesbaden nach Mainz schon früher diese Nummern besaßen.
Ab 1929 verwendete man auch Buchstaben: Nun gab es die Linie E (für „Einsatzwagen“) und eine Zeit lang kursierten auch die Linien 4a und 4b. Hierbei gaben die Buchstaben über die jeweilige Fahrtrichtung der Rundlinie Aufschluss.
Die meisten Liniennummern blieben für viele Jahre oder gar Jahrzehnte ihrer Strecke fest zugeordnet: die „1“ war von 1919 bis 1963 die Nummer der Strecke nach Weisenau und anschließend bis 2000 die entsprechende Busliniennummer. Die „7“ verband man von 1920 bis 1963 mit Mombach. Die Linie nach Bretzenheim hatte von 1923 bis 2000 die Nummer „8“. Die „10“ war Finthen von 1922 bis 2000 zugeordnet.
Einen Wechsel gab es dagegen bei der Nummer „11“: sie verband von 1923 bis 1945 Hechtsheim mit der Innenstadt. Dann wurde die Liniennummer „5“ vergeben, bevor 1958 der alte Zustand wiederhergestellt wurde, der bis 2000 andauerte.
Am längsten behielt jedoch die Linie „6“ aus Wiesbaden ihre Bezeichnung. Ihr Entstehungsjahr scheint 1906 oder 1909 gewesen zu sein. Seitdem verbindet sie Wiesbaden mit Mainz, wenn auch die Endpunkte in beiden Städten gewechselt haben. Bei der Reform des Liniennetzes im Jahr 2000 behielten sie und Linie „9“ die bisherige Nummer bei. Die übrigen Mainzer Binnenlinien erhielten nach Absprache mit Wiesbaden Nummern zwischen 50 und 99.
Das Liniennetz war historisch gewachsen. So bot sich die Chance, die Strecken den neuen Infrastrukturen und Kundenwünschen anzupassen. Die neuen Liniennummern entstanden aus zwei Gründen:
- Der Rhein-Main-Verkehrsverbund RMV und der Rhein-Nahe-Nahverkehrsverbund RNN teilten gemeinsam dem Verkehrsverbund Mainz-Wiesbaden VMW bei der Vereinheitlichung der Bezeichnungen der Linien mit der grundlegenden Änderung des Liniennetzes am 28. Mai 2000 die Liniennummern 1–99 zu.
- Die ESWE Verkehrsgesellschaft behielt ihr Liniennetz bei, so dass der VMW auf Druck von RMV und RNN der ESWE den Nummernbereich 1–49 zuordnete. Die damaligen Verkehrsbetriebe entschlossen sich, die Liniennummern 50–99 zu nutzen.

Aus diesem Grund erhielten die Straßenbahnen neue Liniennummern, die mit 50 beginnen. Da mit einem größeren Netzausbau und der Einführung weiterer Linien nicht zu rechnen war, erschien die Auslassung einer Nummer (der 53) zwischen der höchsten vergebenen Liniennummer für Straßenbahnen (52) und der niedrigsten Liniennummer für reine Buslinien (54) ausreichend.

### Die Straßenbahn über den Rhein
Zwischen dem linksrheinischen Mainz, dem rechtsrheinischen Stadtteil Kastel und weiteren rechtsrheinischen Orten bestanden seit alters her Verkehrsbeziehungen. Dienten zunächst Schiffsbrücken oder Lokalboote dem Verkehr, so verbesserte die 1885 eröffnete feste Rheinbrücke die Verbindung erheblich.
1886 nahm die Pferdebahn zwischen dem Mainzer Centralbahnhof und dem damals wichtigen Bahnhof in Kastel ihren Betrieb auf, aber auch elektrische Straßenbahnen konnten die Brücke nutzen.
Bereits drei Monate vor den Mainzer Straßenbahnen waren es Bahnen der SEG aus Wiesbaden die als erste elektrisch über die Brücke fuhren.
Bis 1912 musste für das Überqueren der Brücke ein „Brückengeld“ entrichtet werden. Die Einnehmerei hatte der hessische Staat verpachtet, die Gelder flossen indes ihm zu. Für die Straßenbahnfahrgäste war das Brückengeld in den Fahrpreis eingerechnet und wurde jährlich pauschal abgeführt. Alle Kaponnieren (auch die beiden auf der Kasteler Seite) verschwanden bei der Verbreiterung der Brücke 1933/34.
Da Gleise und Fahrleitungen jedoch Besitz der Stadt Mainz waren, musste die SEG für ihre Fahrten ein Benutzungsentgelt entrichten und auch den benötigten Fahrstrom aus dem Mainzer E-Werk bezahlen. Dieser Zustand blieb bis zur Übergabe der Linien 6 und 9 an die beiden Stadtwerke im Kriegsjahr 1943.

### Die Straßenbahn als Werbefläche
Pferdebahn, Dampfbahn und elektrische Straßenbahn waren finanziell nicht gut ausgestattet. So wurden von den privaten Eigentümern, aber auch später von dem Straßenbahnamt, mögliche Nebeneinnahmen gesucht. Diese konnten in der Regel nur durch Verpachtung von Werbeflächen erzielt werden. Anfang der 1920er Jahre erschien die „Plattform-Reklame“: Große Blechtafeln wurden an den Vorder- und Rückseiten der Straßenbahnen installiert, wenig später wurden auch Werbeflächen auf dem Dach eingerichtet.
Nach dem Zweiten Weltkrieg ging man noch einen Schritt weiter und machte die Straßenbahn selbst zur fahrenden Werbung: Einer der ältesten noch vorhandenen Wagen erhielt ein „Sperrholzkleid“ und verkehrte nun als fahrende Werbefläche.

## Fahrzeuge

### Entwicklung des Wagenparks
Zur Erstausstattung kamen in den Jahren 1904 und 1905 40 Triebwagen zur Auslieferung. Die anfangs offenen Plattformen wurden ab 1909 nach und nach teilweise verschlossen. Einige Fahrzeuge dieser Serie waren bis zu 50 Jahre im Einsatz, einen Teil davon baute man im Laufe der Jahre zu Beiwagen um. 1907 erfolgte eine Nachlieferung von weiteren sechs, leicht modifizierten Wagen.
Für die Gonsenheimer Linie stellte man 1907 zehn dieser Wagen in Dienst. Die Plattformen waren vollständig geschlossen, so dass die Fahrzeuge bald im Volksmund „Glaswagen“ genannt wurden. Die letzten Exemplare gingen nach 51 Jahren „außer Dienst“. Zwischen 1915 und 1917 lieferte erstmals die Waggonfabrik Gebr. Gastell in Mainz-Mombach Fahrzeuge für die Mainzer Straßenbahn.
In den ersten zwanzig Jahren des Bestehens der Straßenbahn mussten sich die Fahrgäste mit Holzbänken oder -sitzen begnügen. Längsbänke waren zunächst die Regel, doch bald gab es auch Quersitze, deren Rückenlehnen sich teilweise entsprechend der Fahrtrichtung umlegen ließen. Da Heizungen fehlten, behalf man sich im Winter mit Sitzkissen auf den Bänken und Friesvorhängen an den Fenstern.
Ab 1927 erschienen die neu gelieferten Triebwagen mit Polstersitzen, überzogen mit Leder, und auch Heizungen machten jetzt das Fahren bei kühler Witterung angenehm. Nun besaßen alle neu in Dienst gestellten Fahrzeuge überwiegend Quersitze und nur noch wenige Längsbänke und diese meist in Türnähe. Dem Zug der Zeit und den Kosten folgend, löste nach dem Zweiten Weltkrieg Kunstleder den natürlichen Rohstoff ab. Inzwischen sind Stoffpolster – meist Plüschbezüge – Standard in allen Fahrzeugen.
Nach Zukäufen in den Jahren 1925, 1929, 1950 und 1952 wurden ab Ende 1958 sieben sechsachsige Westwaggon-Gelenkwagen (Nr. 121–127, später 221–227) erworben, die zunächst ausschließlich zwischen Hechtsheim und Finthen liefen. Mit einer acht Wagen umfassenden Serie von Sechsachsern aus 1965, nunmehr bei Düwag gebaut (Nr. 128–135, später 228–235), konnten die letzten Vorkriegswagen ausgemustert werden. Zur Ablösung der übrigen Zwei- und Dreiachser wurden weitere Düwag-Fahrzeuge gebraucht erworben. Die vierachsigen Großraumwagen Nr. 206–211 stammten aus dem Jahr 1957 und waren zuvor bei den stillgelegten Straßenbahnbetrieben in Mönchengladbach und Aachen im Dienst. Sie kamen 1973 nach Mainz. Von 1973 bis 1975 erwarb man auch zehn gebrauchte sechsachsige Gelenkwagen der Baujahre 1960 und 1961 aus Heidelberg (Wagen Nr. 236–245), die dort wegen der Stilllegung von Strecken mit Wendeschleifen nicht mehr einsetzbar waren. Mit diesen Fahrzeugen gelangten erstmals Einrichtungswagen nach Mainz. Die Fahrzeuge von Düwag und Westwaggon prägten lange Zeit das Bild der Mainzer Straßenbahn. Um wegen Unfallschäden ausgeschiedene Fahrzeuge zu ersetzen liefen Anfang der 1980er Jahre drei Düwag-Einrichtungswagen aus Essen leihweise unter den Nummern 250-252 in Mainz.
Ab 1984 beschaffte man sechs achtachsige Neubaufahrzeuge des in anderen Verkehrsbetrieben bereits bewährten Stadtbahnwagen M mit Choppersteuerung (M8C, Betriebsnummern 271-276). Ab 1988 wurden diese ergänzt durch vier weitere Stadtbahnwagen M des Baujahres 1975, die gebraucht aus Bielefeld erworben wurden (Nr. 277–280). Im Unterschied zu den Mainzer Neubauwagen waren diese mit einer Schaltwerkssteuerung ausgerüstet (Typ M8S). Mit den Stadtbahnwagen M konnte einerseits dem gestiegenen Verkehrsaufkommen Rechnung getragen werden, aber auch auf die Leihwagen aus Essen verzichtet und die vierachsigen Großraumwagen ausgemustert werden.

M8C und GT6M-ZR am Hauptbahnhof

Ab Mitte der 1990er Jahre setzte die MVG auf Niederflurwagen. Die ersten 16 durchgehend niederflurigen Gelenktriebwagen des Typs GT6M-ZR verkehren seit Ende 1996 (Wagen Nr. 201–216). Zuvor hatte es über 20 Jahre gedauert, bis die erste „Verkehrsinsel“ entstand, so dass das Einsteigen an den Haltestellen etwas leichter war. An den Strecken auf besonderem Bahnkörper wurde ab den 1980er Jahren konsequent mit der Anlage von Niedrigbahnsteigen begonnen, sodass man barrierefrei einsteigen konnte.

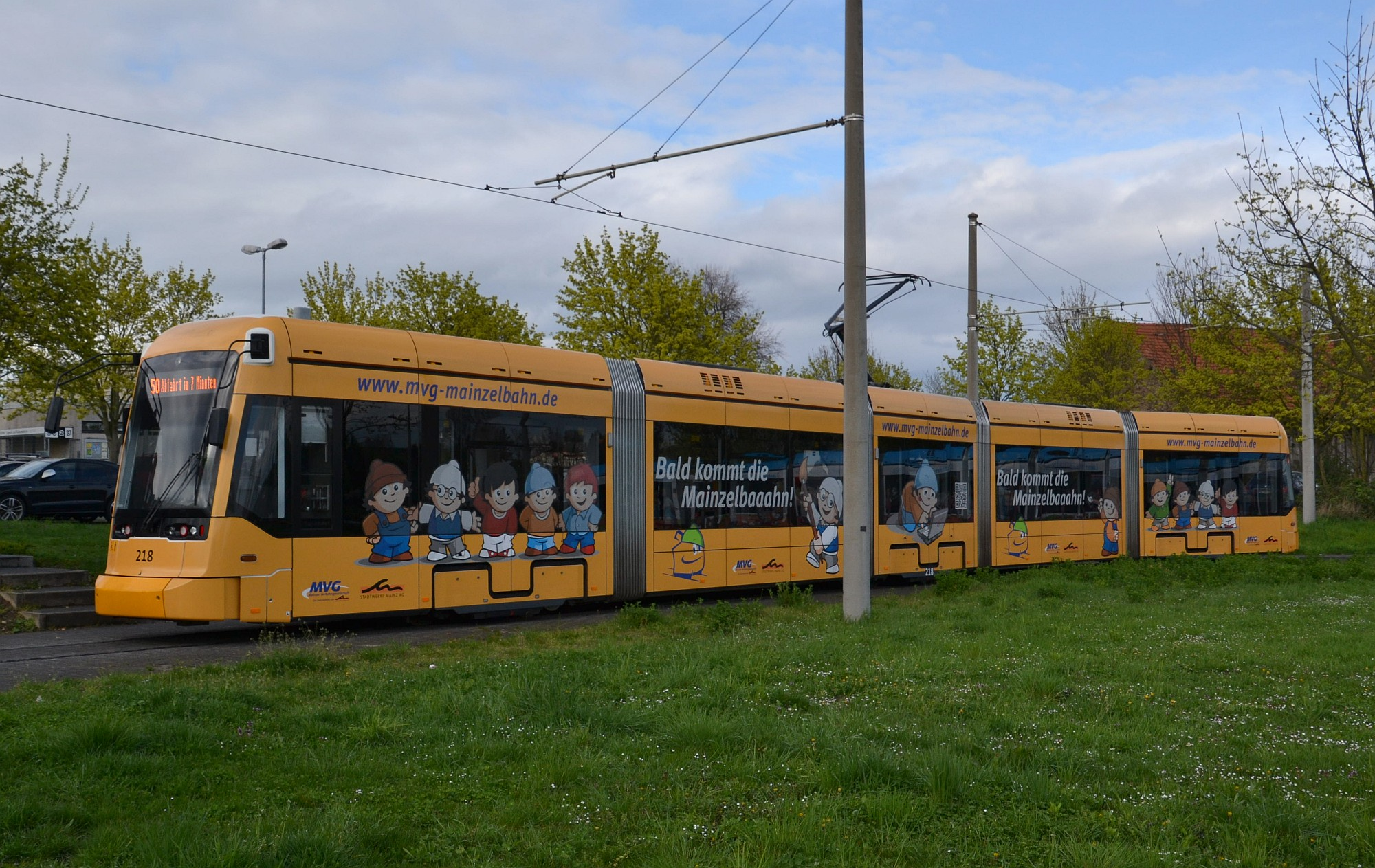
Variobahn mit Mainzelbahn-Reklame in der Wendeschleife Hechtsheim Bürgerhaus

Im Juni 2009 bestellte die MVG neun Fahrzeuge des Typs Variobahn des Herstellers Stadler Rail (Wagen 217–225). Die neuen Fahrzeuge haben eine Länge von 30 Metern und bieten für 174 Fahrgäste Platz (66 Sitzplätze). Die MVG bestellte die Fahrzeuge gemeinsam mit den Grazer Verkehrsbetrieben. Diese nehmen 45 Züge ab, hierdurch ergab sich für die MVG ein Preisvorteil. Das Investitionsvolumen liegt bei ungefähr 20 Millionen Euro. Damit verzichtet die MVG auf den zunächst angedachten Niederflurumbau der hochflurigen M8C-Wagen. Die erste Variobahn mit der Nummer 217 wurde am 9. September 2011 nach Mainz geliefert. Die technische Abnahme erfolgte in der Straßenbahnwerkstatt und auf dem Streckennetz der MVG. Seit dem 19. Dezember 2011 wird die erste Variobahn im Linienbetrieb eingesetzt. Die restlichen Fahrzeuge der ersten Bestellung wurden ab Anfang 2012 ausgeliefert. In einer zweiten Bestellung wurden zwischen 2015 und 2016 zehn weitere Variobahnen angeschafft (Nr. 227–236). Die Variobahnen lassen sich allerdings nicht auf der Linie 52 einsetzen, da die Strecke in Bretzenheim ohne Wendeschleife endet.

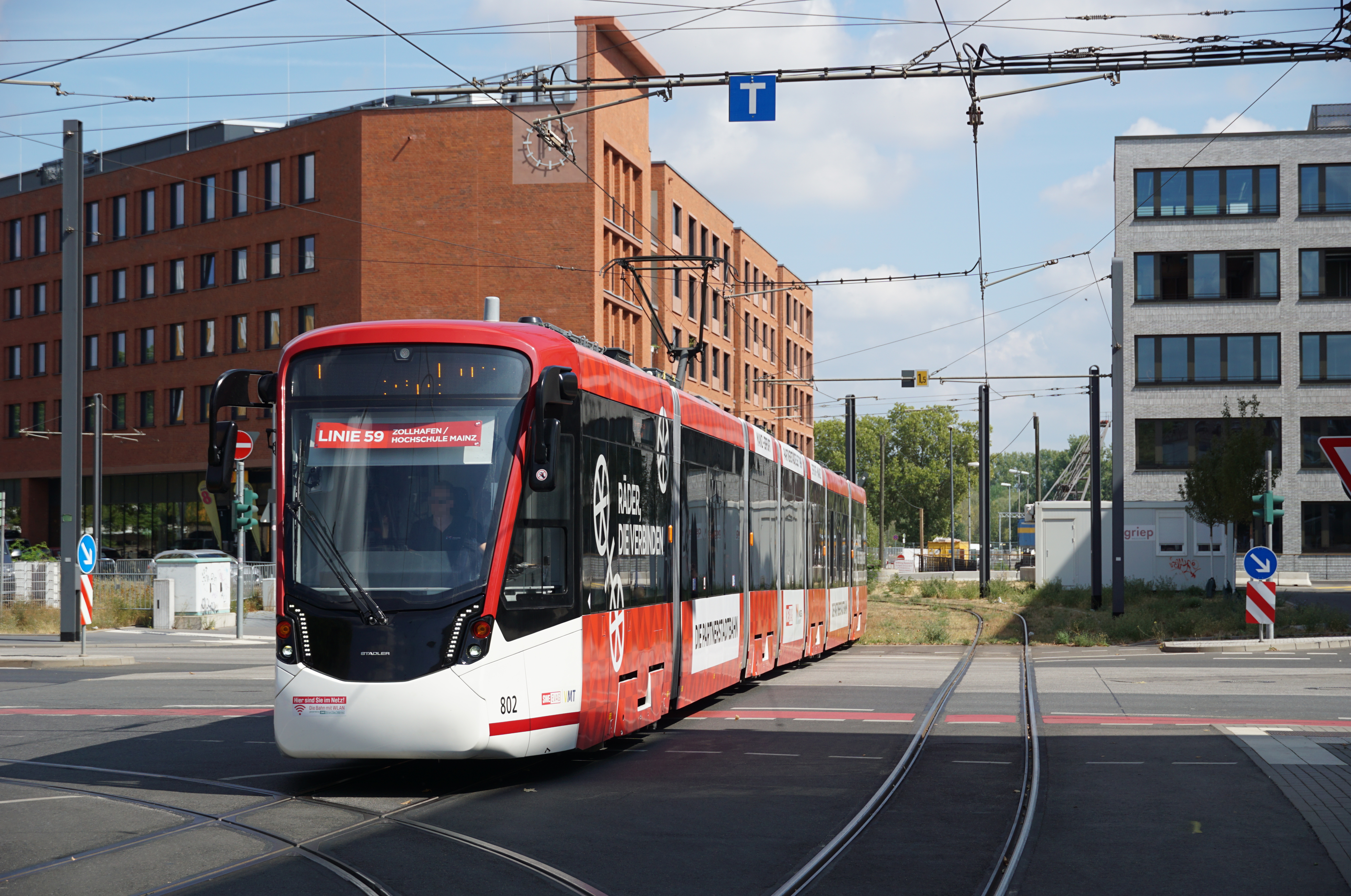
Erfurter Tramlink bei der Haltestelle Straßenbahnamt

In Hinblick auf die nächste Fahrzeuggeneration prüfte der Verkehrsbetrieb die Möglichkeit, Fahrzeuge mit einer Länge von deutlich mehr als 30 Metern und entsprechend höherer Kapazität zu beschaffen. Zu diesem Zweck wurde im Juli und August 2022 ein 42,5 Meter langer Wagen des Typs Tramlink von der Straßenbahn Erfurt ausgeliehen und auch im Fahrgastbetrieb auf Linie 59 eingesetzt.
Im Februar 2024 wurde eine Ausschreibung zur Beschaffung von 22 (+ 8 optional) Zweirichtungswagen mit einer Länge von maximal 45 Metern veröffentlicht. Diese sollten als Drehgestellwagen ausgeführt werden und über mindestens zehn Türspuren je Seite verfügen. Mindestens 70 % der Stehplatzfläche sollten stufenfrei zugänglich sein. Im Mai 2025 wurde die Entscheidung bekanntgegeben, den Auftrag an Škoda zu vergeben. Die angebotenen Fahrzeuge sind eine fünfteilige, 43,5 Meter lange Variante des ForCity Smart. Anfang Juli 2025 erfolgte die Vertragsunterzeichnung. Zu diesem Zeitpunkt war die Auslieferung für die Jahre 2028 bis 2030 vorgesehen.

### Gegenwärtiger Fahrzeugbestand (Linienfahrzeuge)

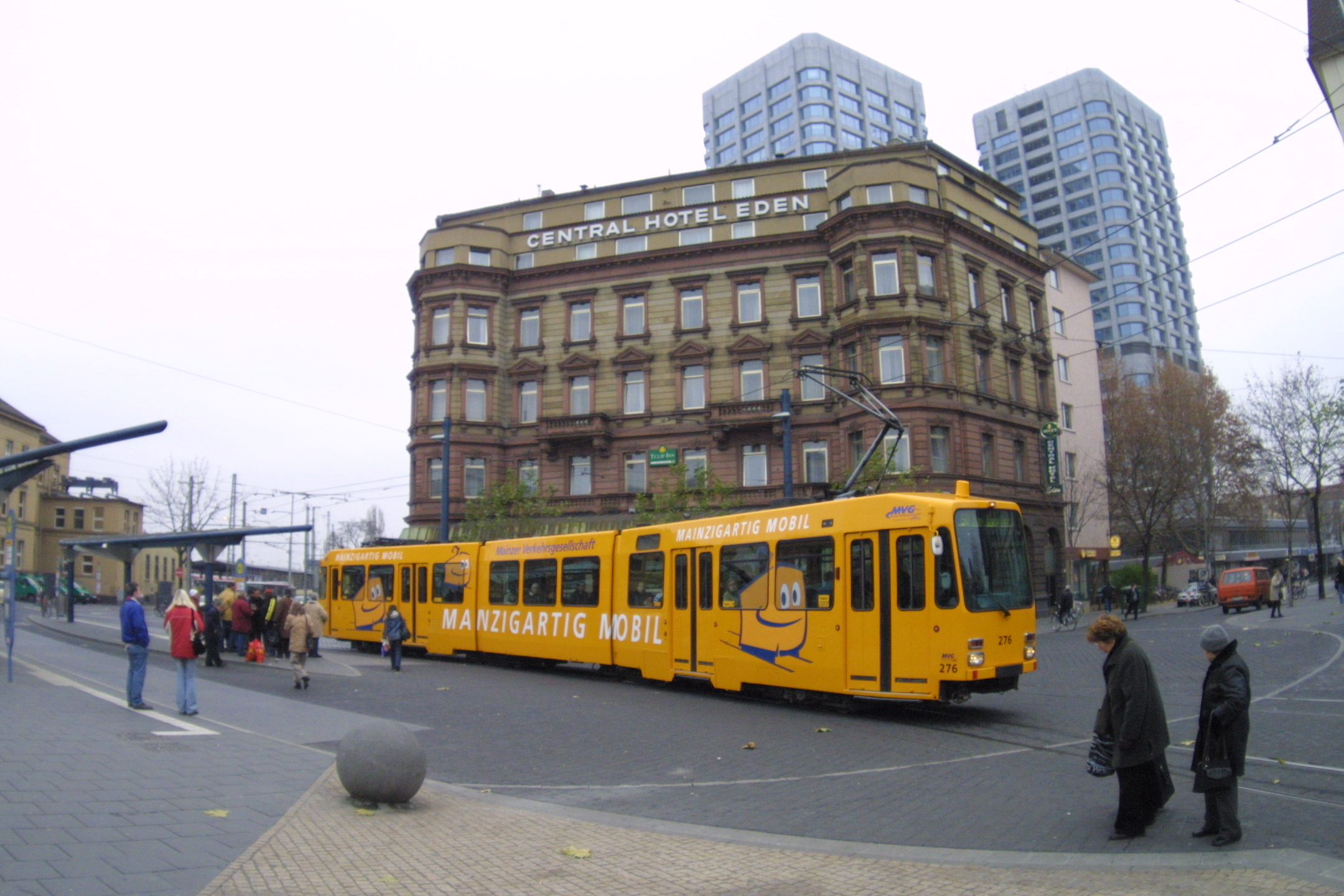
Hochflurwagen 276 des Typs M8

| Hersteller       | Typ       | Anzahl | Nummern | Baujahre | niederflurig | Art                   | Bemerkungen |
| ---------------- | --------- | ------ | ------- | -------- | ------------ | --------------------- | --- |
| Duewag / Siemens | M8S       | 01     | 277     | 1975     | nein         | Zweirichtungsfahrzeug | 1987/89 gebraucht von der Straßenbahn Bielefeld übernommen. Die ursprünglich 4 Fahrzeuge wurden zum 27. November 2013 stillgelegt. Die Fahrzeuge 278-280 wurden im Jahr 2016 verschrottet. |
| Duewag / Siemens | M8C       | 06     | 271–276 | 1984     | nein         | Zweirichtungsfahrzeug | Zwischen Oktober 2015 und Anfang 2017 für jeweils 6 Monate zur Modernisierung in Prag bei Cegelec                                                                                          |
| Adtranz          | GT6M-ZR   | 16     | 201–216 | 1996     | ja           | Zweirichtungsfahrzeug | |
| Stadler Rail     | Variobahn | 09     | 217–225 | 2011/12  | ja           | Einrichtungsfahrzeug  | |
| Stadler Rail     | Variobahn | 10     | 227–236 | 2015/16  | ja           | Einrichtungsfahrzeug  | |

## Depot
Zum Abstellen und zur Pflege der Straßenbahnen errichtete man 1904 auf einem Grundstück in der Neustadt Ecke Rheinallee/Kaiser-Karl-Ring – damals am Rand der Stadt – Wagenhallen, Werkstätten und auch eine Verwaltung für die Städtische Straßenbahn. Auf acht Gleisen konnten nachts bis zu 60 Wagen abgestellt werden. Schon 1908 musste man die Halle, die für die Mainzer das „Depot“ war, verlängern, um auch die Wagen der Gonsenheimer Linie unterbringen zu können. Nach Umstellung der Dampfbahnlinien nach Bretzenheim, Hechtsheim und Finthen reichte auch sie nicht mehr aus und eine zweite Wagenhalle entstand 1927 längs des Kaiser-Karl-Rings mit sieben Gleisen. Nur 17 Jahre stand sie dort, ehe 1944 Luftangriffe sie einschließlich des dort untergebrachten Wagenparks total zerstörten. Auch die 1904/08 errichtete alte Wagenhalle wurde dabei sowie in den letzten Wochen des Zweiten Weltkriegs erheblich beschädigt.
1949 wurde die zerstörte Halle wieder in Betrieb genommen. Hallen und Werkstätten entsprachen im Lauf der Zeit nicht mehr den modernen Anforderungen. So konnten die neu hinzugekommenen Wagen nicht mehr in der Lackiererei überholt werden, weil diese nur für kurze Fahrzeuge ausgelegt war. Ähnlich war es in der beengten Hauptwerkstatt, die keinen Platz ließ, um die Gelenkwagen dort instand zu setzen, ganz zu schweigen von den schwierigen Arbeitsbedingungen für das Werkstattpersonal. Darum entschloss man sich Anfang der 1970er Jahre zum Abriss der alten Gebäude und zum grundlegenden Neubau auf dem vorhandenen Gelände. Ab 1975 konnten die ersten Bauabschnitte dem Betrieb übergeben werden. Abstellhalle, Werkstätten, Leitstelle, Teile der Verwaltung und Sozialräume einschließlich Fahrschule sind nun unter einem Dach vereint und bieten Straßenbahnen und Bussen eine langfristige Bleibe.

## Netzausbau
Seit der einstimmigen Grundsatzentscheidung des Mainzer Stadtrates im Jahr 2003 für den Erhalt der Straßenbahn erfolgten verschiedene Investitionen in das bestehende Straßenbahnnetz.
Der eingleisige Streckenabschnitt in Bretzenheim wurde im Herbst 2003 nach 75 Jahren saniert. Im Sommer 2004 wurde die Gaustraße, die mit stündlich 32 Straßenbahnzügen in der Spitze und über 15.000 Fahrgästen am Tag den Engpass im Netz in Mainz darstellte, zweigleisig ausgebaut.
Die Umsteigehaltestelle am Hechtsheimer Mühldreieck, die ebenfalls im Jahr 2004 fertiggestellt wurde, verbessert das Zusammenwirken von Bus und Straßenbahn in Mainz. Die Buslinien 66, 67, 69 und 660 bilden aber weiterhin einen Parallelverkehr zur Straßenbahn Richtung Innenstadt, da sie über die Haltestelle Mühldreieck hinaus weiterfahren.
Die Strecke zwischen Gemarkungsgrenze und Finthen/Poststraße wurde 2007 zweigleisig ausgebaut.
In der Nacht vom 24. zum 25. März 2018 wurde der Straßenbahnverkehr eingestellt, um nach umfangreichen Vorarbeiten an den Unterwerken 2016 und 2017 die Fahrspannung von 600 auf 750 Volt zu erhöhen.

### „Mainzelbahn“

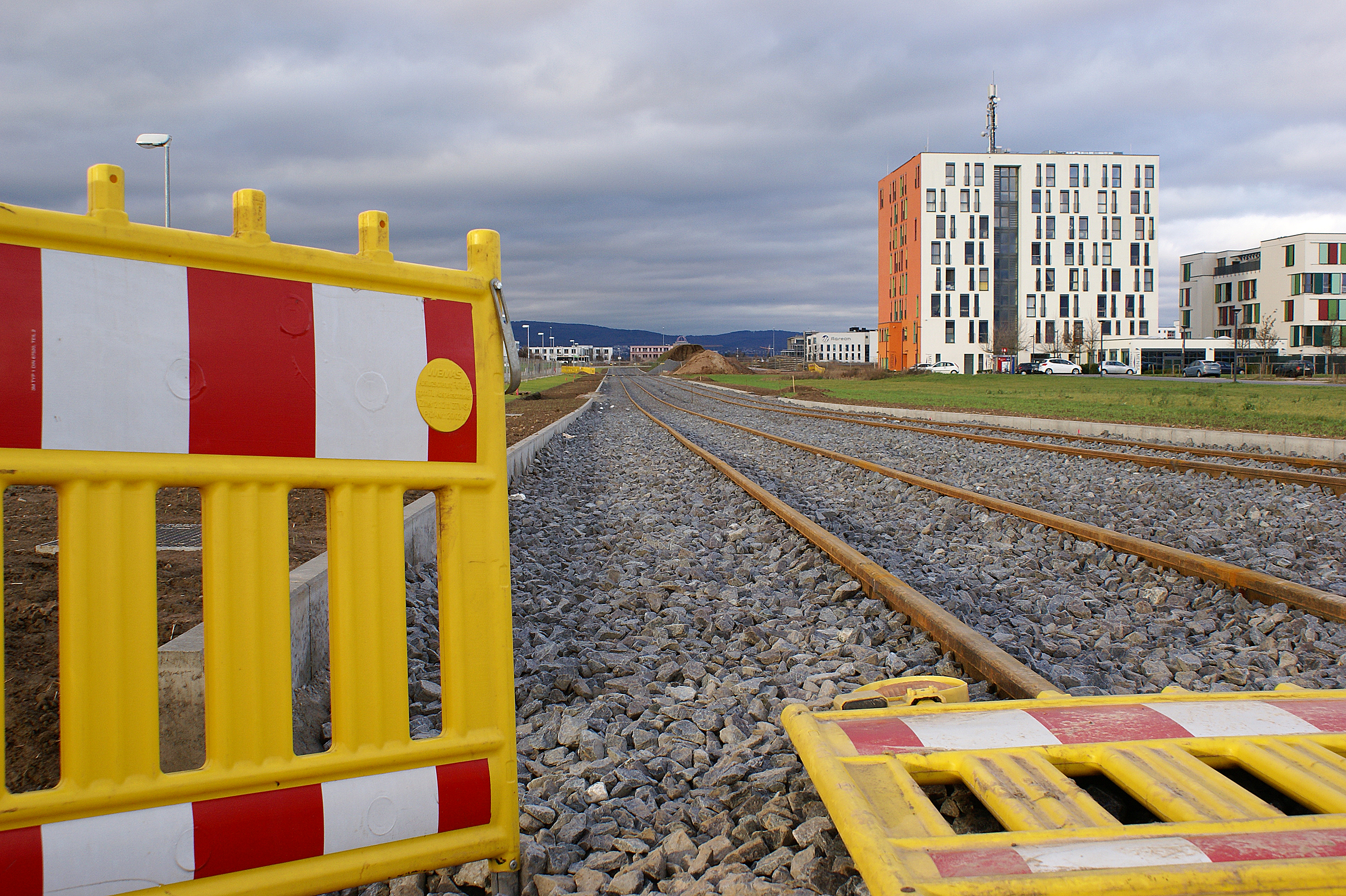
Baustelle der „Mainzelbahn“ nahe der Mewa Arena am 23. Dezember 2014.

Im Dezember 2009 hatte sich die Stadtratskoalition aus SPD, Grünen und FDP in ihrem Koalitionsvertrag zum weiteren Ausbau der Mainzer Straßenbahn bekannt. Zuvor hatten SPD, Grüne, ÖDP, FDP und CDU im November 2009 im Stadtrat beschlossen, den Ausbau des Tramnetzes zum Lerchenberg zu prüfen. Am 2. März 2010 gab die Stadtwerke Mainz AG, Muttergesellschaft der Mainzer Verkehrsgesellschaft, ihre Pläne für den unter dem Namen „Mainzelbahn“ laufenden Ausbau bekannt. Am 30. Januar 2012 wurde das Planfeststellungsverfahren eingeleitet, das am 4. September 2013 mit der Erteilung des Planfeststellungsbeschlusses seinen Abschluss fand. Für die Trasse waren in Flächennutzungsplänen der 80er Jahre Korridore freigehalten worden, was die Planungen erleichterte.
Ab Mai 2014 entstand schließlich die 9,2 Kilometer lange, zweigleisige Neubaustrecke mit 16 Haltestellen vom Hauptbahnhof West über Universität, Mewa Arena, Hochschule Mainz, Bretzenheim und Marienborn zum Lerchenberg.

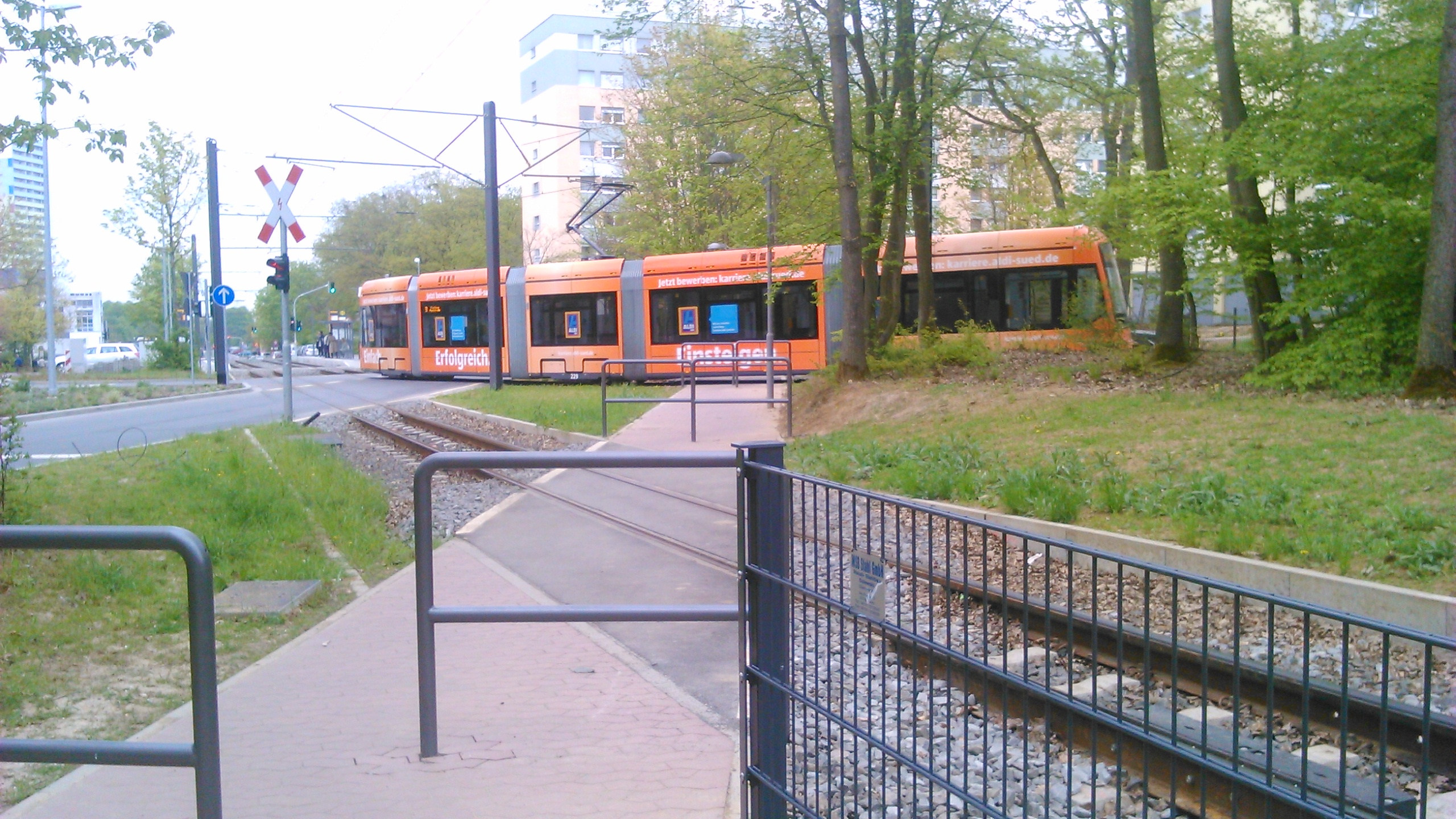
Variobahn auf dem Lerchenberg, April 2017

Am 24. November 2014 wurden die erste Gleise in der Nähe der Johannes Gutenberg-Universität Mainz verlegt. Auf etwa vier der neun Kilometer langen Strecke lagen im Oktober 2015 bereits die Gleise, einige der neuen Brückenbauten standen am 12. Oktober 2015 kurz vor der Vollendung. Eine erste Testfahrt erfolgte am 28. November 2016. Mit dem Fahrplanwechsel am 11. Dezember 2016 nahm die MVG den Linienbetrieb auf.
Die Gesamtkosten konnten im August 2019 noch nicht beziffert werden und lagen 2016 bereits bei über 90 Mio. Euro und damit 20 Mio. Euro über dem ursprünglich geplanten Betrag, 53 Mio. Euro sollen Bund und Land tragen. Durch eine zusätzliche Dividendenausschüttung der Kraftwerke Mainz-Wiesbaden, die aufgrund des Scheiterns des geplanten Kohlekraftwerkes möglich ist, können die Stadtwerke zusätzlich 20 Mio. Euro investieren. 11 Mio. Euro sollen aus dem eigenen Vermögen der Stadtwerke kommen. Die Kalkulationen gehen von bis zu einer Million zusätzlicher Fahrgäste jährlich aus. 2017 wurde diese Zahl nach Angaben der Mainzer Stadtwerke bereits nach drei Monaten übertroffen.

### Anbindung Stadtquartier Zollhafen

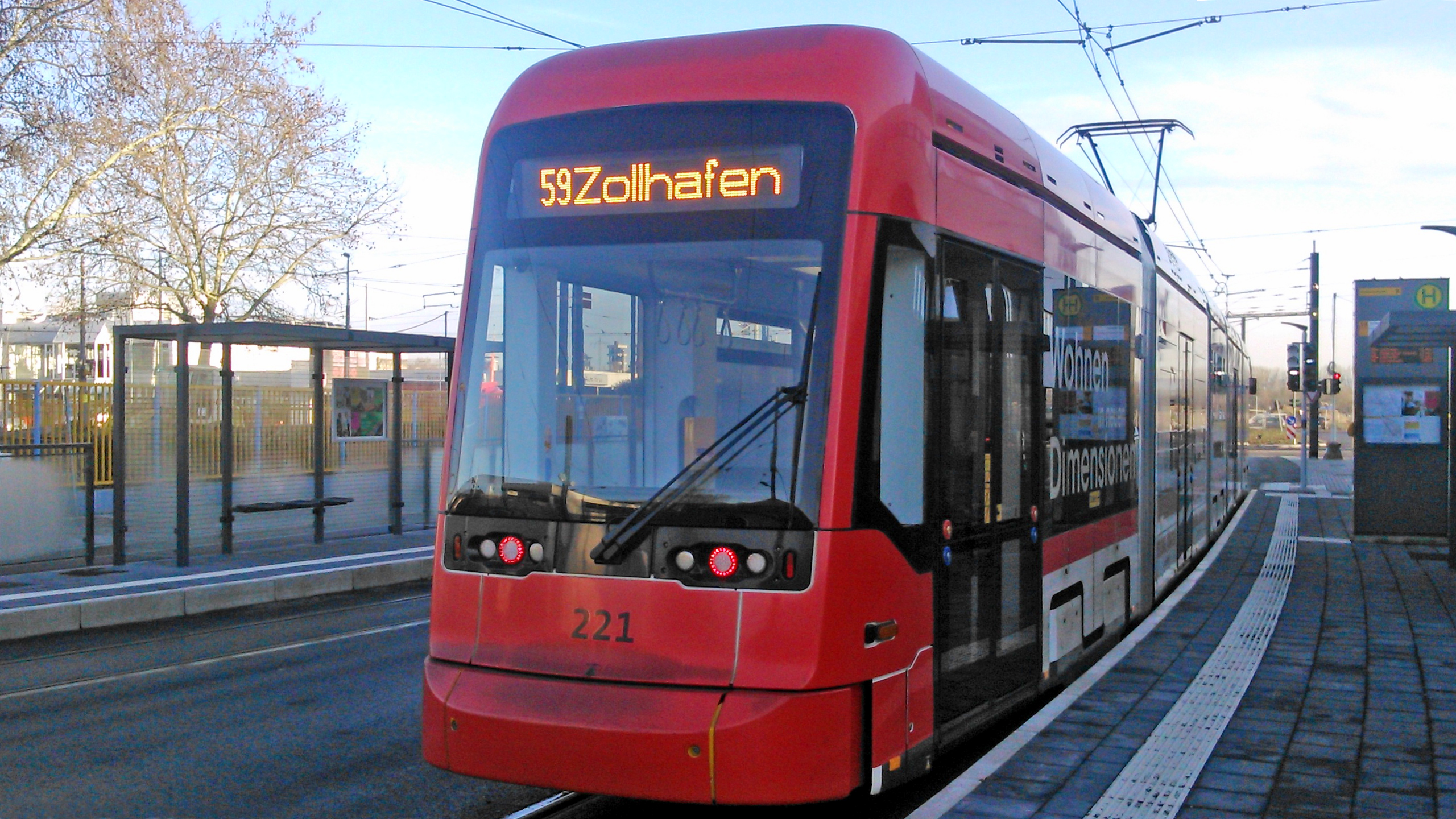
Straßenbahn der Linie 59 auf der 2017 fertiggestellten Trasse Richtung Zollhafen

Zur Anbindung des neuen Stadtquartiers auf dem Gelände des ehemaligen Zollhafens wurde die zuvor vom Bismarckplatz über den Kaiser-Karl-Ring zum Depot führende Strecke um etwa 500 Meter verlängert. Sie quert die Rheinallee und folgt anschließend Richtung Norden „in etwa der Linienführung der Straße Am Zoll- und Binnenhafen“ und endet in einer Schleife um einen Wohnblock. Der Zollhafen ist damit die Endstelle der Linie 59, die seit 16. Oktober 2017 von dort bis zur Hochschule Mainz führt.

### CityBahn Bad Schwalbach–Taunusstein–Wiesbaden–Mainz
Ende September 2016 wurden neue Pläne für ein fast 40 Kilometer langes Straßenbahnsystem namens CityBahn für die Strecke Bad Schwalbach – Taunusstein – Wiesbaden – Mainz bekannt. Die Pläne sahen eine Anbindung an das Mainzer Straßenbahnnetz vor, mit einer Streckenführung in Wiesbaden von der Hochschule RheinMain über den Wiesbadener Hauptbahnhof, durch Biebrich, Mainz-Amöneburg, Mainz-Kastel und weiter über die Theodor-Heuss-Brücke zum Mainzer Hauptbahnhof (West). Die Wartung der Wagen und das Personal hätten in der Verantwortung der Mainzer Verkehrsgesellschaft gelegen. Im Februar 2018 beschloss der Mainzer Stadtrat, in die Planungsphase für den Bau der neuen Trasse einzusteigen. Die Mainzer Stadtwerke AG waren mit rund 32,45 % an der CityBahn GmbH beteiligt. Mit dem ablehnenden Bürgerentscheid in Wiesbaden vom 1. November 2020 sind die Pläne hinfällig.

### Weiterer Ausbau
Der Mainzer Stadtrat fasste im Juni 2020 einen Grundsatzbeschluss für den weiteren Ausbau des Straßenbahnnetzes. Hierzu zählt die Errichtung einer Verbindungsspange zwischen Alicenplatz und Münsterplatz, um den Bahnhofsvorplatz als ÖPNV-Knoten zu entlasten. Zudem wird ein Fahrzeugumlauf eingespart.  Die Bauarbeiten in der Binger Straße starteten Ende Juni 2024 und sollen bis Dezember 2025 abgeschlossen sein. Ebenfalls geplant ist die Anbindung des neuen Wohnquartiers Heiligkreuzviertel in den Stadtteilen Oberstadt und Weisenau. Es soll zunächst eine Machbarkeitsstudie über die Attraktivität dieser Verbindung durchgeführt werden. Einen dritten Schwerpunkt bildet der Bau eines Innenstadtrings vom Bismarckplatz über die Neustadt und die Altstadt (u. a. Höfchen) bis zum Schillerplatz.
Hierzu startete die Stadt und die Mainzer Mobilität im März 2022 eine entsprechende Bürgerinformationskampagne. Sie soll die Bürger in die Planungsphase einbeziehen, insbesondere, was die möglichen Varianten des Innenstadtrings (sogenanntes Teilprojekt 2) angeht. Drei so genannte Variantenideen wurden vorab zur Diskussion gestellt. Ihnen gemeinsam ist die Absicht, vom Schillerplatz einen Abzweig die Ludwigstraße hinunter zur Haltestelle Höfchen zu schaffen, die zu den meistfrequentiertesten der Stadt gehört. Vom Höfchen aus führen alle drei Varianten über die Schuster- und Flachsmarktstraße zur Großen Bleiche. Von hier aus führen Variantenidee 1 (Eigenbezeichnung) und 2 geradeaus über die Bauhofstraße weiter, ehe sie sich an der nächsten Kreuzung gabeln. Variantenidee 1 führt weiter über Hindenburgstraße und Kreyßigstraße zum Straßenbahndepot, die Variantenidee 2 über die Wallaustraße. Die Variantenidee 3 knickt schon an der Großen Bleiche Richtung Rhein ab und führt die Rheinallee rheinabwärts entlang, bis auch sie am Straßenbahndepot auf die bestehenden Gleise trifft. Dort, wo die drei Variantenideen auf die querführende Goethestraße treffen, ist jeweils ein Gleis Richtung Hauptbahnhof angedacht, wodurch ein Ringschluss entstünde. Welche Streckenführung letztendlich gewählt wird, ist aber offen und hängt auch von den Ergebnissen der Bürgerbeteiligung ab. Die Mainzer Mobilität veröffentlichte auf der Projektwebseite eine Karte des Neustadtviertels, in die alle technisch möglichen Linienführungen eingetragen waren.
Im März 2025 schloss der Interessenbeirat zum Teilprojekt 2 seine Arbeit mit der Empfehlung für eine Vorzugsvariante ab, die nun Teil einer Beschlussvorlage für den Stadtrat und die betroffenen Ortsbeiräte ist. Demnach handelt es sich dabei weitgehend um eine Strecke Schillerplatz – Höfchen – Schusterstraße – Große Bleiche – Rheinallee, welche am Straßenbahnamt auf die Bestandsstrecke zum Zollhafen trifft. Dort soll, wie auch am Schillerplatz, ein Gleisdreieck entstehen. Zusätzlich ist eine Verbindungsspange durch die Goethe-/Nahestraße zwischen der Bestandsstrecke im Kaiser-Wilhelm-Ring und der Neubaustrecke in der Rheinallee vorgesehen. Des Weiteren soll im Zuge der weiteren Planungen eine Ausweichstrecke durch die restliche Große Bleiche zum Münsterplatz geprüft werden, um dort eine weitere Verknüpfung von Neubau- und Bestandsstrecke für Umleitungen während Stadtfesten oder Betriebsstörungen vorzuhalten.
Ergänzend zu den drei genannten Maßnahmen soll die längerfristige Weiterentwicklung des Straßenbahnnetzes – insbesondere mit möglichen Anbindungen des rheinhessischen Umlandes – unter Berücksichtigung der geänderten GVFG-Förderung mit einer Studie erarbeitet werden.

## Liniennetzchronik

### Ab 16. Juli 1904
| Linie | Linienweg                                                                |
| ----- | ------------------------------------------------------------------------ |
| 7     | Mombach ↔ Bismarckplatz ↔ Boppstr. ↔ Kaiserstr. ↔ Hauptbahnhof ↔ Höfchen |
| 9     | Biebrich ↔ Amöneburg ↔ Brückenplatz                                      |

Die Linie 9 verkehrte bereits ab dem 30. April 1904. Die Linie 7 war die erste elektrische Straßenbahnlinie in Mainz.

### Ab 1. Januar 1905
| Linie | Linienweg                                                                        |
| ----- | -------------------------------------------------------------------------------- |
| 1     | Bismarckplatz ↔ Rheintor ↔ Kaisertor ↔ Bauhofstr. ↔ Höfchen ↔ Neutor ↔ Weisenau  |
| 3     | Hauptbahnhof ↔ Höfchen ↔ Brückenkopf ↔ Kaisertor ↔ Hauptbahnhof                  |
| 4     | Kastel → Brückenkopf → Kaisertor → Hauptbahnhof → Höfchen → Brückenkopf → Kastel |
| 7     | Mombach ↔ Bismarckplatz ↔ Boppstr. ↔ Neubrunnenplatz                             |
| 9     | Biebrich ↔ Schierstein                                                           |

Die Linie 3 nahm am 1. September 1904 den Betrieb auf, gefolgt von der Linie 1, am 20. Oktober 1904. Die Linie 4 wurde am 1. Januar 1905 eröffnet.

### Ab 31. Mai 1906
| Linie | Linienweg                                                                                            |
| ----- | --- |
| 1     | Bismarckplatz ↔ Rheintor ↔ Kaisertor ↔ Bauhofstr. ↔ Höfchen ↔ Neutor ↔ Weisenau                      |
| 2     | Rheintor ↔ Kaisertor ↔ Bauhofstr. ↔ Höfchen ↔ Neutor                                                 |
| 3     | Hauptbahnhof ↔ Höfchen ↔ Brückenkopf ↔ Kaisertor ↔ Hauptbahnhof                                      |
| 4     | Hauptbahnhof ↔ Höfchen ↔ Brückenkopf ↔ Kastel                                                        |
| 6     | Wiesbaden / Unter den Eichen ↔ Biebrich Ost ↔ Gabelung ↔ Kastel ↔ Brückenkopf ↔ Mainz / Brückenplatz |
| 7     | Mombach ↔ Bismarckplatz ↔ Boppstr. ↔ Neubrunnenplatz                                                 |
| 9     | Biebrich ↔ Schierstein                                                                               |

Die Linie 2 nahm am 1. Juni 1906 den Betrieb auf. Der Verlauf der Linie 4 wurde am 1. Juni 1905 geändert.

### Ab 15. Juni 1907
| Linie | Linienweg                                                                                                  |
| ----- | --- |
| 1     | Bismarckplatz ↔ Rheintor ↔ Kaisertor ↔ Bauhofstr. ↔ Höfchen ↔ Neutor ↔ Weisenau                            |
| 2     | Bismarckplatz ↔ Rheintor ↔ Kaisertor ↔ Bauhofstr. ↔ Höfchen ↔ Neutor                                       |
| 3     | Hauptbahnhof ↔ Höfchen ↔ Brückenkopf ↔ Kaisertor ↔ Hauptbahnhof                                            |
| 4     | Hauptbahnhof ↔ Höfchen ↔ Brückenkopf ↔ Kastel                                                              |
| 5     | Bismarckplatz ↔ Gonsenheim / Schule                                                                        |
| 6     | Wiesbaden / Wilhelmstraße; Kurhaus ↔ Biebrich Ost ↔ Gabelung ↔ Kastel ↔ Brückenkopf ↔ Mainz / Brückenplatz |
| 7     | Mombach ↔ Bismarckplatz ↔ Boppstr. ↔ Neubrunnenplatz                                                       |
| 9     | Biebrich ↔ Schierstein                                                                                     |

Die Linie 2 wurde bis zum Bismarckplatz verlängert. Die Linie 5 nahm ihren Betrieb auf.

### Ab 1. November 1912
| Linie | Linienweg                                                                                                  |
| ----- | --- |
| 1     | Bismarckplatz ↔ Rheintor ↔ Kaisertor ↔ Bauhofstr. ↔ Höfchen ↔ Neutor ↔ Weisenau                            |
| 2     | Bismarckplatz ↔ Rheintor ↔ Kaisertor ↔ Bauhofstr. ↔ Höfchen ↔ Stadtpark / Steig                            |
| 3     | Hauptbahnhof ↔ Höfchen ↔ Brückenkopf ↔ Kaisertor ↔ Hauptbahnhof                                            |
| 4     | Hauptbahnhof ↔ Höfchen ↔ Brückenkopf ↔ Kastel                                                              |
| 5     | Bismarckplatz ↔ Gonsenheim / Lennebergplatz                                                                |
| 6     | Wiesbaden / Wilhelmstraße; Kurhaus ↔ Biebrich Ost ↔ Gabelung ↔ Kastel ↔ Brückenkopf ↔ Mainz / Brückenplatz |
| 7     | Mombach ↔ Bismarckplatz ↔ Boppstr. ↔ Neubrunnenplatz                                                       |
| 9     | Biebrich ↔ Schierstein                                                                                     |

Die Linie 2 verkehrte ab 1. November 1911 bis Stadtpark / Steig. Die Linie 5 wurde am 1. Mai 1908 bis Gonsenheim / Lennebergplatz verlängert. Vom 15. November 1911 - 31. Oktober 1912 war Wiesbaden - Hauptbahnhof, Endpunkt der Linie 6.

### Ab 6. Februar 1916
| Linie | Linienweg |
| ----- | --- |
| 1     | Bismarckplatz ↔ Rheintor ↔ Kaisertor ↔ Bauhofstr. ↔ Höfchen ↔ Neutor ↔ Weisenau                                           |
| 2     | Bismarckplatz ↔ Rheintor ↔ Kaisertor ↔ Bauhofstr. ↔ Höfchen ↔ Stadtpark / Steig                                           |
| 3     | Hauptbahnhof ↔ Höfchen ↔ Brückenkopf ↔ Kaisertor ↔ Hauptbahnhof                                                           |
| 4     | Hauptbahnhof ↔ Höfchen ↔ Brückenkopf ↔ Kastel                                                                             |
| 5     | Kostheim / Mainbrücke ↔ Kastel ↔ Brückenkopf ↔ Große Bleiche ↔ Hauptbahnhof ↔ Bismarckplatz ↔ Gonsenheim / Lennebergplatz |
| 6     | Wiesbaden / Wilhelmstraße; Kurhaus ↔ Biebrich Ost ↔ Gabelung ↔ Kastel ↔ Brückenkopf ↔ Mainz / Brückenplatz                |
| 7     | Mombach ↔ Bismarckplatz ↔ Boppstr. ↔ Neubrunnenplatz                                                                      |
| 9     | Biebrich ↔ Schierstein |

Die Linie 5 nahm den Verkehr nach Kostheim / Mainbrücke auf.

### Ab 29. Juli 1945
| Linie | Linienweg                                           |
| ----- | --------------------------------------------------- |
| 10    | Bismarckplatz ↔ Waggonfabrik ↔ Gonsenheim ↔ Finthen |

Der Abschnitt zwischen Bismarckplatz und Finthen war der erste, der nach Kriegsende wieder in Betrieb genommen wurde.

### Ab 23. Dezember 1945
| Linie | Linienweg                                                          |
| ----- | ------------------------------------------------------------------ |
| 1     | Hauptbahnhof ↔ Höfchen                                             |
| 7     | Hauptbahnhof ↔ Bismarckplatz ↔ Mombach                             |
| 8     | Bretzenheim ↔ Hauptbahnhof ↔ Schillerplatz ↔ Gautor ↔ Hechtsheim   |
| 9     | Biebrich ↔ Schierstein                                             |
| 10    | Hauptbahnhof ↔ Bismarckplatz ↔ Waggonfabrik ↔ Gonsenheim ↔ Finthen |

Die Linie 1 nahm als ersten Teilabschnitt, den Betrieb auf der Strecke Hauptbahnhof – Höfchen wieder auf. Die Linie 7 fuhr bereits ab dem 23. August 1945 zwischen Hauptbahnhof und Mombach. Die Linie 8 fuhr ab dem 19. September 1945 zwischen Bretzenheim und Hauptbahnhof, ab dem 27. Oktober zwischen Bretzenheim und Schillerplatz und ab dem 11. November 1945 zwischen Bretzenheim und Gautor. Die Linie 9 fuhr wieder erstmals auf dem rechtsrheinischen Abschnitt am 2. August 1945. Ab dem 5. August 1945 verkehrte die Linie 10 zwischen Hauptbahnhof und Finthen.

### Ab 21. Februar 1946
| Linie | Linienweg                                                                      |
| ----- | ------------------------------------------------------------------------------ |
| 1     | Straßenbahnamt ↔ Bismarckplatz ↔ Hauptbahnhof ↔ Höfchen ↔ Stadtpark ↔ Weisenau |
| 7     | Hauptbahnhof ↔ Bismarckplatz ↔ Mombach                                         |
| 8     | Bretzenheim ↔ Hauptbahnhof ↔ Schillerplatz ↔ Gautor ↔ Hechtsheim               |
| 9     | Amöneburg / Chemische Werke ↔ Biebrich ↔ Schierstein                           |
| 10    | Hauptbahnhof ↔ Bismarckplatz ↔ Waggonfabrik ↔ Gonsenheim ↔ Finthen             |

Die Linie 1 fuhr ab dem 27. Januar 1946 zwischen Hauptbahnhof und Stadtpark. Ab dem 1. April wurde die Linie 1 vom Straßenbahnamt bis zur Ingelheimer Aue verlängert. Die Linie 9 wurde am 6. Februar 1946 bis Amöneburg verlängert.

### Ab 1. Mai 1946
| Linie | Linienweg                                                                      |
| ----- | ------------------------------------------------------------------------------ |
| 1     | Straßenbahnamt ↔ Bismarckplatz ↔ Hauptbahnhof ↔ Höfchen ↔ Stadtpark ↔ Weisenau |
| 3     | Hauptbahnhof ↔ Kaisertor ↔ Straßenbahnamt ↔ Ingelheimer Aue                    |
| 6     | Kastel / Wiesbadener Straße ↔ Wiesbaden Hauptpost                              |
| 7     | Hauptbahnhof ↔ Bismarckplatz ↔ Mombach                                         |
| 8     | Bretzenheim ↔ Hauptbahnhof ↔ Schillerplatz ↔ Gautor ↔ Hechtsheim               |
| 9     | Amöneburg / Chemische Werke ↔ Biebrich ↔ Schierstein                           |
| 10    | Hauptbahnhof ↔ Bismarckplatz ↔ Waggonfabrik ↔ Gonsenheim ↔ Finthen             |

Der Streckenabschnitt Ingelheimer Aue – Straßenbahnamt der Linie 1 wurde von der Linie 3 übernommen. Die Linie 6 verkehrte erstmals wieder am 21. März 1946 zwischen Kastel / Gabelung und Wiesbaden Hauptpost und wurde am 4. April 1946 bis Kastel / Wiesbadener Straße verlängert.

### Ab 16. Mai 1946
| Linie | Linienweg                                                                      |
| ----- | ------------------------------------------------------------------------------ |
| 1     | Straßenbahnamt ↔ Bismarckplatz ↔ Hauptbahnhof ↔ Höfchen ↔ Stadtpark ↔ Weisenau |
| 2     | Universität ↔ Hauptbahnhof ↔ Höfchen ↔ Südbahnhof ↔ Stadtpark / Steig          |
| 3     | Hauptbahnhof ↔ Kaisertor ↔ Straßenbahnamt ↔ Ingelheimer Aue                    |
| 4     | Hauptbahnhof ↔ Kaisertor ↔ Brückenkopf ↔ Höfchen ↔ Hauptbahnhof                |
| 6     | Kastel / Wiesbadener Straße ↔ Wiesbaden Hauptpost                              |
| 7     | Hauptbahnhof ↔ Bismarckplatz ↔ Mombach                                         |
| 8     | Bretzenheim ↔ Hauptbahnhof ↔ Schillerplatz ↔ Gautor ↔ Hechtsheim               |
| 9     | Kastel / Wiesbadener Straße ↔ Biebrich ↔ Schierstein                           |
| 10    | Hauptbahnhof ↔ Bismarckplatz ↔ Waggonfabrik ↔ Gonsenheim ↔ Finthen             |

Am 16. Mai 1946 wurde die Neubaustrecke zur Universität eröffnet. Die Linie 4 verkehrte ab 17. Juli 1946 in beide Richtungen und erschloss als „Kleine Rundbahn“ die Innenstadt. Die Linie 9 verkehrte bis zum 4. August 1946 bis Amöneburg / Chemische Werke und ab 5. August 1946 Amöneburg / Ausweiche. Am 1. Dezember 1946 wurde die Linie 9 bis Kastel / Wiesbadener Straße verlängert.

### Ab 22. Juni 1947
| Linie | Linienweg                                                                                   |
| ----- | ------------------------------------------------------------------------------------------- |
| 1     | Weisenau ↔ Höfchen ↔ Hauptbahnhof ↔ Kaisertor ↔ Straßenbahnamt ↔ Ingelheimer Aue            |
| 2     | Universität ↔ Hauptbahnhof ↔ Höfchen ↔ Südbahnhof                                           |
| 5     | Hechtsheim ↔ Hauptbahnhof ↔ Bismarckplatz ↔ Straßenbahnamt                                  |
| 6     | Kastel / Wiesbadener Straße ↔ Wiesbaden Hauptpost                                           |
| 7     | Mombach → Hauptbahnhof → Höfchen → Brückenkopf → Kaisertor → Hauptbahnhof → Mombach         |
| 8     | Bretzenheim → Hauptbahnhof → Höfchen → Brückenkopf → Kaisertor → Hauptbahnhof → Bretzenheim |
| 9     | Kastel / Wiesbadener Straße ↔ Biebrich ↔ Schierstein                                        |
| 10    | Hauptbahnhof ↔ Bismarckplatz ↔ Waggonfabrik ↔ Gonsenheim ↔ Finthen                          |
| 11    | Kastel / Wiesbadener Straße ↔ Kostheim Ort                                                  |

Die Linien 3 und 4 wurden zum 22. Juni 1947 eingestellt. Die Linie 11 verkehrte ab dem 30. November 1947.

### Ab 16. April 1950
| Linie | Linienweg                                                                     |
| ----- | ----------------------------------------------------------------------------- |
| 1     | Weisenau ↔ Höfchen ↔ Hauptbahnhof ↔ Bismarckplatz/Kaisertor ↔ Ingelheimer Aue |
| 2     | Universität ↔ Hauptbahnhof ↔ Höfchen ↔ Kastel Bahnhof                         |
| 3     | Steig ↔ Höfchen                                                               |
| 5     | Hechtsheim ↔ Hauptbahnhof ↔ Kaisertor/Bismarckplatz ↔ Straßenbahnamt          |
| 6     | Mainz Hauptbahnhof ↔ Kaisertor ↔ Wiesbaden Hauptpost                          |
| 7     | Mombach ↔ Hauptbahnhof ↔ Höfchen ↔ Kostheim Ort                               |
| 8     | Bretzenheim ↔ Hauptbahnhof ↔ Höfchen ↔ Kostheim Siedlung                      |
| 9     | Mainz Hauptbahnhof ↔ Kaisertor ↔ Biebrich ↔ Schierstein                       |
| 10    | Hauptbahnhof ↔ Bismarckplatz ↔ Waggonfabrik ↔ Gonsenheim ↔ Finthen            |

Nach dem Wiederaufbau der Straßenbrücke wurde der Straßenbahnverkehr in die rechtsrheinischen Vororte und nach Wiesbaden wieder aufgenommen.
Die Linien 6 und 9 waren Gemeinschaftslinien mit Wiesbaden. Die Linien 1 und 5 fuhren zwischen Hauptbahnhof und Straßenbahnamt gegenläufig über Kaisertor und Bismarckplatz, sodass die 5 ohne Nutzung einer Gleisschleife oder Wendeanlage enden konnte.
Alle Linien fuhren außer Linie 6 und 9 alle 20 Min.; 6 und 9 alle 15 Min.; sonntags vormittags und abends alle 30 Min.
Die Linie 3 wurde abends und sonntagvormittags nicht betrieben.

### Ab 1. Mai 1955
| Linie | Linienweg                                                                     |
| ----- | ----------------------------------------------------------------------------- |
| 1     | Weisenau ↔ Höfchen ↔ Hauptbahnhof ↔ Bismarckplatz/Kaisertor ↔ Ingelheimer Aue |
| 2     | Universität ↔ Hauptbahnhof ↔ Höfchen ↔ Kastel Bahnhof                         |
| 3     | Steig ↔ Höfchen                                                               |
| 5     | Hechtsheim ↔ Hauptbahnhof ↔ Kaisertor/Bismarckplatz ↔ Straßenbahnamt          |
| 7     | Mombach ↔ Hauptbahnhof ↔ Höfchen ↔ Kostheim Ort                               |
| 8     | Bretzenheim ↔ Hauptbahnhof ↔ Höfchen ↔ Kostheim Siedlung                      |
| 10    | Hauptbahnhof ↔ Bismarckplatz ↔ Waggonfabrik ↔ Gonsenheim ↔ Finthen            |

Die Linien 6 und 9 wurden zum 1. Mai 1955 stillgelegt. Die Stadt Wiesbaden nutzte diese Gelegenheit, um sich von ihrer letzten innerstädtischen Linie 8 (Hauptpost–Biebrich) zu trennen.

### Ab 1. September 1955
| Linie | Linienweg                                                                                           |
| ----- | --------------------------------------------------------------------------------------------------- |
| 1     | Weisenau ↔ Höfchen ↔ Hauptbahnhof ↔ Bismarckplatz/Kaisertor ↔ Ingelheimer Aue                       |
| 2     | Universität ↔ Hauptbahnhof ↔ Höfchen ↔ Kastel Bahnhof                                               |
| 3     | Hauptbahnhof → Kaisertor → Brückenkopf → Höfchen → Hauptbahnhof                                     |
| 5     | Hechtsheim ↔ Hauptbahnhof ↔ Kaisertor/Bismarckplatz ↔ Straßenbahnamt                                |
| 7     | Mombach ↔ Hauptbahnhof ↔ Höfchen ↔ Kostheim Siedlung                                                |
| 8     | Bretzenheim → Hauptbahnhof → Höfchen → Brückenkopf → Kaisertor → Hauptbahnhof → Bretzenheim         |
| 10    | Kostheim Ort ↔ Kastel ↔ Brückenkopf ↔ Höfchen ↔ Hauptbahnhof ↔ Bismarckplatz ↔ Gonsenheim ↔ Finthen |
| 11    | Gonsenheim ↔ Bismarckplatz ↔ Hauptbahnhof                                                           |

Nach der Stilllegung der Linien 6 und 9 wurden einige Linienanpassungen vorgenommen. Die Linie 10 verband Finthen mit Kostheim, die Linie 7 wurde nach Kostheim Siedlung verlegt und die Linie 8 wurde zu einer Rundbahnlinie durch die Stadt umgewandelt. Die Linie 11 verkehrte montags bis samstags nur eingeschränkt und sonntags ab 13 Uhr.

### Ab 15. Juni 1956
| Linie | Linienweg                                                                                          |
| ----- | -------------------------------------------------------------------------------------------------- |
| 1     | Weisenau ↔ Höfchen ↔ Hauptbahnhof ↔ Ingelheimer Aue                                                |
| 2     | Hauptbahnhof → Höfchen → Kastel Bahnhof → Kostheim Ort → Kastel Bahnhof → Kaisertor → Hauptbahnhof |
| 3     | Hauptbahnhof → Kaisertor → Brückenkopf → Höfchen → Hauptbahnhof                                    |
| 4     | Hauptbahnhof → Höfchen → Brückenkopf → Kaisertor → Hauptbahnhof                                    |
| 5     | Hechtsheim ↔ Hauptbahnhof ↔ Straßenbahnamt                                                         |
| 7     | Mombach ↔ Hauptbahnhof ↔ Höfchen ↔ Kostheim Siedlung                                               |
| 10    | Hauptbahnhof ↔ Bismarckplatz ↔ Waggonfabrik ↔ Gonsenheim ↔ Finthen                                 |
| 11    | Kostheim Ort ↔ Kastel ↔ Höfchen ↔ Hauptbahnhof ↔ Waggonfabrik ↔ Kapellenstraße (↔ Finthen)         |

Die 3 und 4 bilden eine gegenläufig fahrende Ringlinie. Die Linien 1 und 5 behielten dieselbe Strecke wie 1950. Die neugebaute Strecke zur Universität wurde für den Ausbau der Saarstraße (der aber erst 1964 realisiert wurde) stillgelegt. Die Linie 8 wurde zwischen Bretzenheim und Hauptbahnhof durch Busse ersetzt. Grund dafür war der Neubau der Bahnhofsbrücke wegen Arbeiten zur Elektrifizierung durch die Deutsche Bundesbahn. Der Abschnitt der Linie 8 durch die Innenstadt wurde vorübergehend durch die Linie 4 ersetzt.

### Ab 12. Mai 1957
| Linie | Linienweg                                                                                           |
| ----- | --------------------------------------------------------------------------------------------------- |
| 1     | Weisenau ↔ Höfchen ↔ Hauptbahnhof ↔ Bismarckplatz/Kaisertor ↔ Ingelheimer Aue                       |
| 2     | Hauptbahnhof ↔ Höfchen ↔ Kastel Bahnhof                                                             |
| 3     | Hauptbahnhof → Kaisertor → Brückenkopf → Höfchen → Hauptbahnhof                                     |
| 5     | Hechtsheim ↔ Hauptbahnhof ↔ Kaisertor/Bismarckplatz ↔ Straßenbahnamt                                |
| 7     | Mombach ↔ Hauptbahnhof ↔ Höfchen ↔ Kostheim Siedlung                                                |
| 8     | Bretzenheim → Hauptbahnhof → Höfchen → Brückenkopf → Kaisertor → Hauptbahnhof → Bretzenheim         |
| 10    | Kostheim Ort ↔ Kastel ↔ Brückenkopf ↔ Höfchen ↔ Hauptbahnhof ↔ Bismarckplatz ↔ Gonsenheim ↔ Finthen |
| 11    | Gonsenheim ↔ Bismarckplatz ↔ Hauptbahnhof                                                           |

Die Linie 4 wurde zum 12. Mai 1957 eingestellt und die Linie 8 nahm wieder ihren Betrieb auf. Damit entsprach das Liniennetz im Wesentlichen dem Stand vom 1. September 1955.

### Ab 1. September 1958
| Linie | Linienweg |
| ----- | --- |
| 1     | Weisenau ↔ Höfchen ↔ Hauptbahnhof ↔ Ingelheimer Aue                                                                    |
| 2     | Hauptbahnhof ↔ Kaisertor ↔ Straßenbahnamt (nur mo–fr in der HVZ)                                                       |
| 3     | Hauptbahnhof → Kaisertor → Brückenkopf → Höfchen → Hauptbahnhof                                                        |
| 7     | Mombach ↔ Bismarckplatz ↔ Hauptbahnhof ↔ Höfchen ↔ Kaisertor ↔ Straßenbahnamt (↔ Ingelheimer Aue nur mo–fr in der HVZ) |
| 8     | Bretzenheim → Hauptbahnhof → Höfchen → Brückenkopf → Kaisertor → Hauptbahnhof → Bretzenheim                            |
| 10    | Hauptbahnhof ↔ Bismarckplatz ↔ Waggonfabrik ↔ Gonsenheim (↔ Finthen)                                                   |
| 11    | Hechtsheim ↔ Hauptbahnhof ↔ Waggonfabrik ↔ Kapellenstraße (↔ Finthen)                                                  |

Im Zuge der Stilllegung der letzten rechtsrheinischen Strecken wurden auch die Linie 5 eingestellt. Der Streckenabschnitt Hechtsheim ↔ Hauptbahnhof wurde von der Linie 11 übernommen.

### Ab 7. Juni 1960
| Linie | Linienweg |
| ----- | --- |
| 1     | Weisenau ↔ Höfchen ↔ Hauptbahnhof ↔ Ingelheimer Aue                                                                    |
| 7     | Mombach ↔ Bismarckplatz ↔ Hauptbahnhof ↔ Höfchen ↔ Kaisertor ↔ Straßenbahnamt (↔ Ingelheimer Aue nur mo–fr in der HVZ) |
| 8     | Bretzenheim → Hauptbahnhof → Höfchen → Brückenkopf → Kaisertor → Hauptbahnhof → Bretzenheim                            |
| 10    | Hauptbahnhof ↔ Bismarckplatz ↔ Waggonfabrik ↔ Gonsenheim (↔ Finthen)                                                   |
| 11    | Hechtsheim ↔ Hauptbahnhof ↔ Waggonfabrik ↔ Kapellenstraße (↔ Finthen)                                                  |

Die Linien 2 und 3 wurden wegen ihrer mittlerweile gefährlichen Führung in der Kaiserstraße gegen den Einbahnverkehr stillgelegt.

### Ab 24. Mai 1961
| Linie | Linienweg |
| ----- | --- |
| 1     | Weisenau ↔ Höfchen ↔ Hauptbahnhof ↔ Ingelheimer Aue                                                                    |
| 7     | Mombach ↔ Bismarckplatz ↔ Hauptbahnhof ↔ Höfchen ↔ Kaisertor ↔ Straßenbahnamt (↔ Ingelheimer Aue nur mo–fr in der HVZ) |
| 8     | Bretzenheim ↔ Hauptbahnhof ↔ Höfchen ↔ Rheinbrücke (Schloßtor)                                                         |
| 10    | Hauptbahnhof ↔ Bismarckplatz ↔ Waggonfabrik ↔ Gonsenheim (↔ Finthen)                                                   |
| 11    | Hechtsheim ↔ Hauptbahnhof ↔ Waggonfabrik ↔ Kapellenstraße (↔ Finthen)                                                  |

Nach Stilllegung der rechtsrheinischen Strecken wurde auf der Rheinstraße zwischen Brückenplatz und Schloßtor eine neue eingleisige Strecke gebaut. Die Gleise auf den Rampen der Rheinbrücke konnten somit stillgelegt werden. Die Linie 8 endete nun an der Haltestelle „Rheinbrücke“ im Bereich Schloßtor / Große Bleiche.

### Ab 28. Oktober 1963
| Linie | Linienweg                                                     |
| ----- | ------------------------------------------------------------- |
| 7     | Brückenplatz ↔ Kaisertor ↔ Straßenbahnamt ↔ (Ingelheimer Aue) |
| 8     | Bretzenheim, Bahnstraße ↔ Ingelheimer Aue                     |
| 10    | Gonsenheim, Kapellenstraße ↔ Hauptbahnhof – Schillerplatz     |
| 11    | Finthen, Poststraße ↔ Hechtsheim, Am Schinnergraben           |

Am 28. Oktober 1963 wurden die Streckenabschnitte vom Höfchen nach Weisenau, vom Schillerplatz zum Brückenplatz und von Mombach bis zur Waggonfabrik stillgelegt. Die Linie 7 verkehrte nur in der HVZ bis Ingelheimer Aue. Verkehrstage der Linie 10 waren montags bis freitags nur zur HVZ.

### Ab 18. Dezember 1963
| Linie | Linienweg                                                                       |
| ----- | ------------------------------------------------------------------------------- |
| 7     | Liebfrauenplatz ↔ Brückenplatz ↔ Kaisertor ↔ Straßenbahnamt ↔ (Ingelheimer Aue) |
| 8     | Bretzenheim, Bahnstraße ↔ Ingelheimer Aue                                       |
| 10    | Gonsenheim, Kapellenstraße ↔ Hauptbahnhof – Schillerplatz                       |
| 11    | Finthen, Poststraße ↔ Hechtsheim, Am Schinnergraben                             |

Ab dem 18. Dezember 1963 wurde die Linie 7 wieder bis Liebfrauenplatz verlängert. Die Linie 7 verkehrte nur in der HVZ bis Ingelheimer Aue. Verkehrstage der Linie 10 waren montags bis freitags nur zur HVZ.

### Ab 1. November 1965
| Linie | Linienweg                                                                     |
| ----- | ----------------------------------------------------------------------------- |
| 8     | Bretzenheim, Bahnstraße ↔ Ingelheimer Aue                                     |
| 10    | Gonsenheim, Kapellenstraße ↔ Kurmainz-Kaserne ↔ Hechtsheim, Am Schinnergraben |
| 11    | Finthen, Poststraße ↔ Hechtsheim, Am Schinnergraben                           |

Vom 2. November bis zum 12. Dezember 1965 verkehrte die Linie 10 zwischen Kurmainz-Kaserne und Gonsenheim Kapellenstraße. Am 13. Dezember 1965 wurde die Linie 10 bis Hechtsheim Am Schinnergraben verlängert. Verkehrstage der Linie 10 waren montags bis freitags nur zur HVZ.

### Ab 20. August 1970
| Linie | Linienweg                                                 |
| ----- | --------------------------------------------------------- |
| 8     | Bretzenheim, Bahnstraße ↔ Ingelheimer Aue                 |
| 10    | Gonsenheim, Viermorgenweg ↔ Hechtsheim, Am Schinnergraben |
| 11    | Finthen, Poststraße ↔ Hechtsheim, Am Schinnergraben       |

Die Linie 10 wurde bis Gonsenheim Viermorgenweg verlängert, verkehrte aber nur montags bis freitags zur HVZ. Ab dem 28. September 1974 verkehrte die Linie 10 auch samstags (7 bis 15 Uhr).

### Ab 1. Juli 1977
| Linie | Linienweg                                            |
| ----- | ---------------------------------------------------- |
| 8     | Bretzenheim, Bahnstraße ↔ Ingelheimer Aue            |
| 10    | Finthen, Römerquelle ↔ Hechtsheim, Am Schinnergraben |
| 11    | Finthen, Poststraße ↔ Hechtsheim, Am Schinnergraben  |

Am 1. Juli 1977 wurde die ca. 1 km lange Neubaustrecke zur Römerquelle knapp 3 Jahre nach Baubeginn eingeweiht.

### Ab 9. August 1989
| Linie | Linienweg                                           |
| ----- | --------------------------------------------------- |
| 8     | Bretzenheim, Bahnstraße ↔ Ingelheimer Aue           |
| 10    | Finthen, Römerquelle ↔ Hechtsheim, Dornsheimer Weg  |
| 11    | Finthen, Poststraße ↔ Hechtsheim, Am Schinnergraben |

Am 9. August 1989 wurde die Neubaustrecke über die Rheinhessenstraße bis zur Haltestelle Hechtsheim, Dornsheimer Weg, fertiggestellt.

### Ab 7. November 1997
| Linie | Linienweg                                                |
| ----- | -------------------------------------------------------- |
| 8     | Bretzenheim, Bahnstraße ↔ Hauptbahnhof ↔ (Bismarckplatz) |
| 10    | Finthen, Römerquelle ↔ Hechtsheim, Bürgerhaus            |
| 11    | Finthen, Poststraße ↔ Hechtsheim, Am Schinnergraben      |

Am 7. November 1997 wurde die Linie 8 zur Ingelheimer Aue eingestellt, stattdessen wurde der Bismarckplatz die neue Endhaltestelle. Im Spätverkehr und sonntags verkehrte die Linie 8 nur bis zum Hauptbahnhof. Die Linie 10 wurde bis Hechtsheim Bürgerhaus verlängert.

### Ab 18. Oktober 1999
| Linie | Linienweg                                           |
| ----- | --------------------------------------------------- |
| 8     | Bretzenheim, Bahnstraße ↔ Am Gautor                 |
| 10    | Finthen, Römerquelle ↔ Hechtsheim, Bürgerhaus       |
| 11    | Finthen, Poststraße ↔ Hechtsheim, Am Schinnergraben |

Durch den Umbau der Gleise am Hauptbahnhof zu einem Gleisdreieck war es nun möglich geworden, die Linie 8 in Richtung Schillerplatz und weiter zum Gautor zu führen.

### Ab 28. Mai 2000 bis 27. August 2006
| Linie | Linienweg                                               |
| ----- | ------------------------------------------------------- |
| 50    | Finthen, Römerquelle ↔ Hechtsheim, Bürgerhaus           |
| 51    | Finthen, Poststraße ↔ Hechtsheim, Bürgerhaus            |
| 52    | Bretzenheim, Bahnstraße ↔ Hechtsheim, Am Schinnergraben |

Im Jahr 2000 erfolgte eine gemeinsame Durchnummerierung der Linien in Wiesbaden und Mainz. Die Mainzer Linien erhielten dadurch Nummern ab 50. Die Linie aus Bretzenheim (jetzt Linie 52) wurde vom Gautor bis Hechtsheim verlängert. Zwischen dem 19. Juli und 29. August 2004 wurden die Gleise im unteren Teil der Gaustraße, zwischen der Breidenbacherstraße und der Straße Acker 2-gleisig ausgebaut. Während dieser Zeit gab es einen Schienenersatzverkehr zwischen Hauptbahnhof und Hechtsheim.

### Ab 28. August 2006 bis 19. Oktober 2008
| Linie | Linienweg                                        |
| ----- | ------------------------------------------------ |
| 50    | Finthen, Römerquelle ↔ Hechtsheim, Bürgerhaus    |
| 51    | Finthen, Poststraße ↔ Hechtsheim, Bürgerhaus     |
| 52    | Bretzenheim, Bahnstraße ↔ Hechtsheim, Bürgerhaus |

Durch den Ausbau der A 60 (Autobahntunnel) wurde der Abschnitt zwischen Jägerhaus und Am Schinnergraben vorübergehend stillgelegt. Die Linie 52 verkehrte bis Bürgerhaus, der Streckenast zwischen Jägerhaus und Am Schinnergraben wurde durch einen Pendelbus bedient. In der Zeit vom 9. Juli 2007 bis 19. Oktober 2007 wurde die Strecke zwischen Gemarkungsgrenze und Finthen Poststraße 2-gleisig ausgebaut. Während dieser Zeit gab es einen Schienenersatzverkehr zwischen Viermorgenweg und Finthen Poststraße.

### Ab 20. Oktober 2008 bis 10. Dezember 2016
| Linie | Linienweg                                               |
| ----- | ------------------------------------------------------- |
| 50    | Finthen, Römerquelle ↔ Hechtsheim, Bürgerhaus           |
| 51    | Finthen, Poststraße ↔ Hechtsheim, Bürgerhaus            |
| 52    | Bretzenheim, Bahnstraße ↔ Hechtsheim, Am Schinnergraben |

### Ab 11. Dezember 2016 bis 15. Oktober 2017
| Linie | Linienweg                                               |
| ----- | ------------------------------------------------------- |
| 50    | Finthen, Römerquelle ↔ Hechtsheim, Bürgerhaus           |
| 51    | Lerchenberg, Hindemithstraße ↔ Finthen, Poststraße      |
| 52    | Bretzenheim, Bahnstraße ↔ Hechtsheim, Am Schinnergraben |
| 53    | Lerchenberg, Hindemithstraße ↔ Hechtsheim, Bürgerhaus   |

Durch die Eröffnung der Mainzelbahn entstand die neue Linie 53 vom Lerchenberg nach Hechtsheim. Des Weiteren führt seitdem die Linie 51, aus Finthen kommend, ab dem Hauptbahnhof über die neue Strecke auf den Lerchenberg, statt wie gehabt nach Hechtsheim.
Vom 1. März 2017 bis zum 29. September wurde die Bahnhofstraße umgebaut. Das Straßenbahnnetz wurde wegen der Bauarbeiten entsprechend angepasst: Die Linie 50 verkehrte nur noch auf dem Abschnitt Finthen/Römerquelle – Hauptbahnhof sowie von dort aus weiter als Linie 51 in Richtung Lerchenberg oder Linie 52 in Richtung Bretzenheim und umgekehrt. Die Linie 51 blieb von der Streckenführung her unverändert, wurde aber auf dem Abschnitt Lerchenberg – Hauptbahnhof durch die wegfallende Linie 53 entsprechend verstärkt. Die Linie 52 verkehrte zweigeteilt auf den Abschnitten Hechtsheim/Am Schinnergraben – Am Gautor und Hauptbahnhof – Bretzenheim/Bahnstraße. Die Linie 53 fuhr nur noch auf dem Abschnitt Hechtsheim/Bürgerhaus – Am Gautor. Zwischen den Haltestellen Am Gautor und Hauptbahnhof West wurde ein Busersatzverkehr eingerichtet.
Wegen des weiteren Bauablaufs wurde am 24. Mai 2017 der Straßenbahn-Inselverkehr zwischen Hechtsheim und der Haltestelle Am Gautor eingestellt. Die in Hechtsheim Bürgerhaus stationierten acht Straßenbahnen wurden wieder in den Betriebshof zurückgebracht. Vom 25. Mai 2017 bis zum 29. September 2017 war ein Busersatzverkehr zwischen Hechtsheim und Hauptbahnhof West eingerichtet.

### Seit 16. Oktober 2017
| Linie | Linienweg                                               |
| ----- | ------------------------------------------------------- |
| 50    | Finthen, Römerquelle ↔ Hechtsheim, Bürgerhaus           |
| 51    | Lerchenberg, Hindemithstraße ↔ Finthen, Poststraße      |
| 52    | Bretzenheim, Bahnstraße ↔ Hechtsheim, Am Schinnergraben |
| 53    | Lerchenberg, Hindemithstraße ↔ Hechtsheim, Bürgerhaus   |
| 59    | Zollhafen ↔ Hochschule Mainz                            |

Schematischer Netzplan

Im Oktober 2017 wurde der Betrieb der neuen Linie 59 aufgenommen. Diese führt vom Zollhafen über Neustadt und Hauptbahnhof in Richtung Hochschule.
Bei einem PKW-Unfall am 14. November 2017 wurde die Stromversorgung und ein Betonmast der Oberleitung so schwer beschädigt, dass die Strecke vom Jägerhaus bis zum Schinnergraben nicht befahren werden konnte. Die Straßenbahnen der Linie 52 verkehrten bis zum 30. November 2017 bis zur Haltestelle Dornsheimer Weg, ab dem 1. Dezember 2017 bis zur Haltestelle Kurmainz-Kaserne. Es wurde ein Schienenersatzverkehr zwischen Kurmainz-Kaserne und Am Schinnergraben eingerichtet. Die Reparaturarbeiten wurden im April 2018 abgeschlossen. Seit dem 8. April 2018 fährt die Linie 52 wieder bis zur Endhaltestelle Am Schinnergraben.

## Besonderheiten

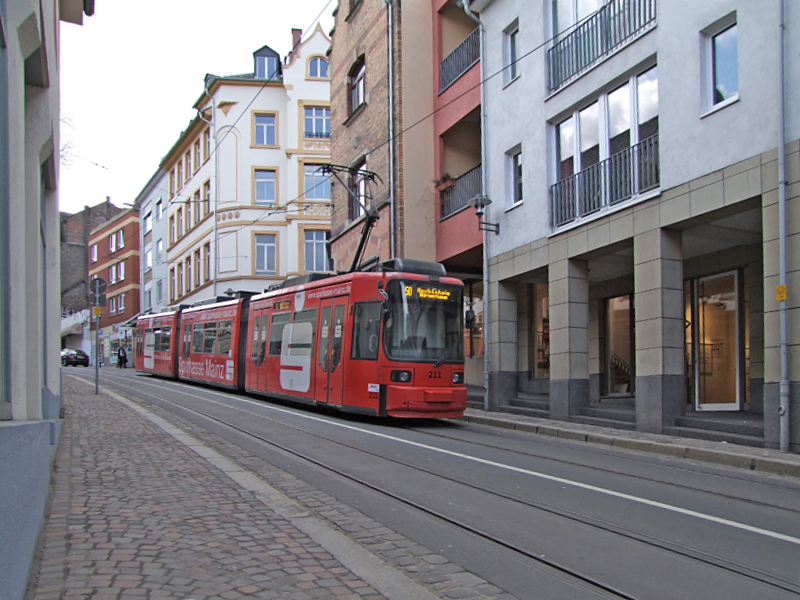
Die Gaustraße mit 9,549 Prozent Steigung

Seit dem Ausbau 2004 ist die Steigung in der Gaustraße mit 9,549 Prozent die steilste Streckenführung einer Straßenbahn ohne Steighilfe (beispielsweise Zahnradbahn oder Seilbahn) in Deutschland. Davor hatte die Würzburger Straßenbahn die steilste Streckenführung. Den „Titel“, die steilste Straßenbahn Deutschlands besessen zu haben, beanspruchten auch die beiden Städte Remscheid (10,8 Prozent) und Neunkirchen (Saar) (elf Prozent), aber auch Augsburg (Perlachberg) für sich.

## Straßenbahnfreunde Mainz e.V.

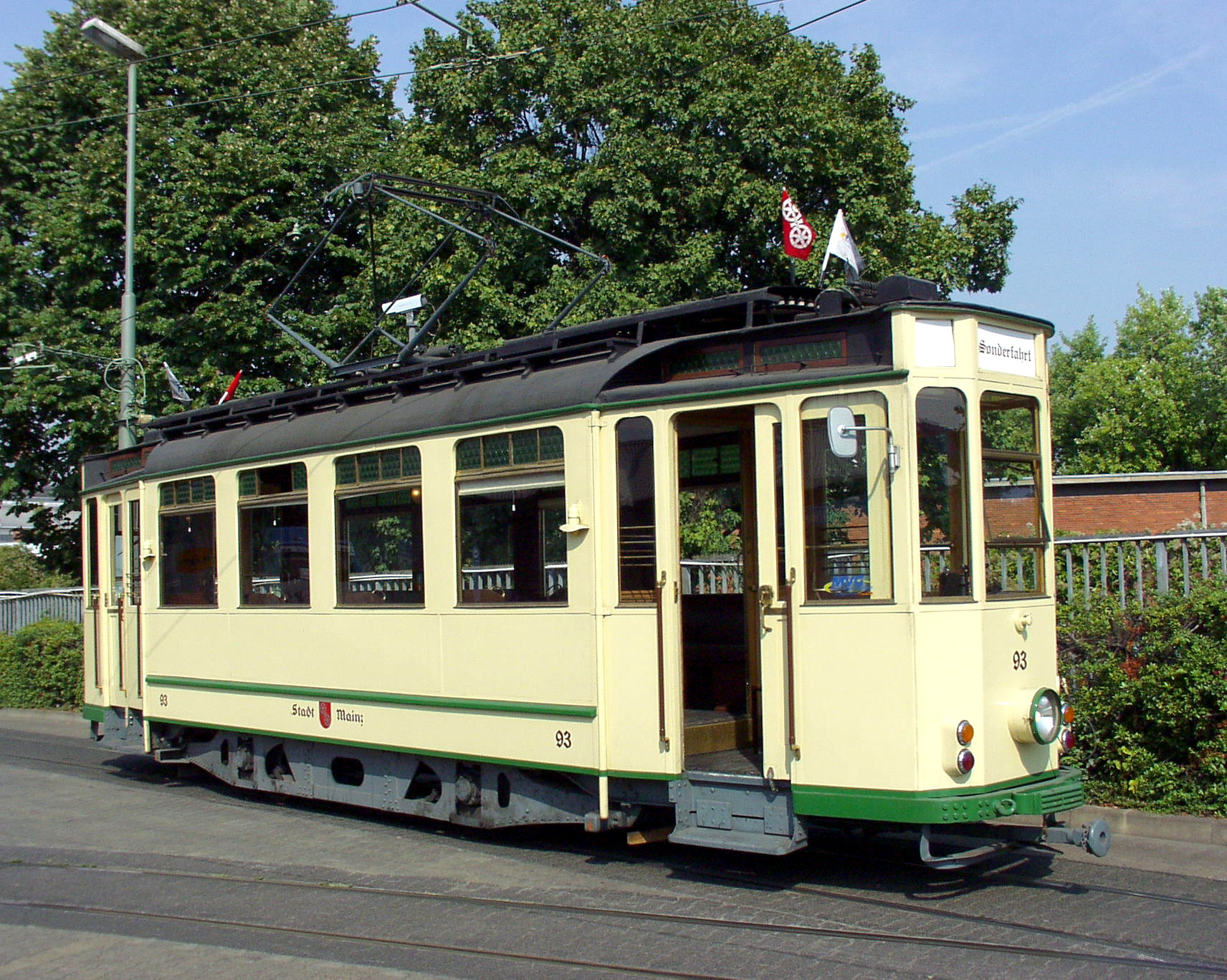
Triebwagen 93 aus dem Jahre 1929

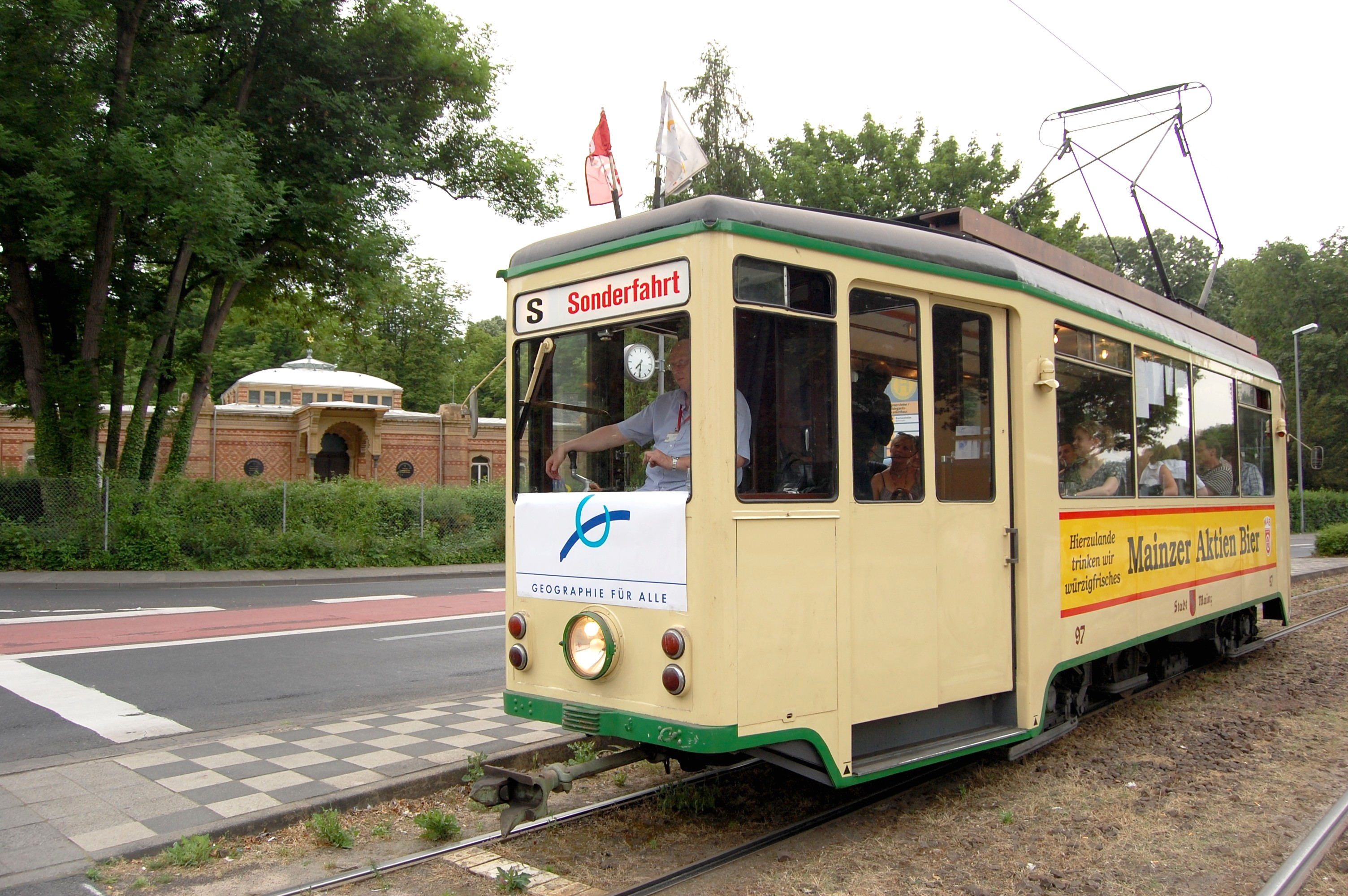
Triebwagen 97

Die Straßenbahnfreunde Mainz e. V. veranstalten in Kooperation mit der Mainzer Verkehrsgesellschaft mbH unter dem Titel TRAMaturgie seit 2007 Stadtführungen in Oldtimer-Straßenbahnen. Dabei stehen abwechselnd Stadt- und Verkehrsgeschichte (Strecke, Fahrzeuge) im Fokus. Befahren wird das gesamte Streckennetz. Neben den Erläuterungen werden auch historische Aufnahmen und Pläne gezeigt.
Hierfür werden drei Fahrzeuge verwendet:
- Triebwagen 93: der 1929 von Westwaggon Werk Gebr. Gastell in Mainz-Mombach gebaut und 1996 von den Verkehrsbetrieben der Stadt Łódź in Polen restauriert wurde. Das Fahrzeug hat 22 Sitzplätze.
- Triebwagen 97: als so genannter Aufbauwagen 1950 von Westwaggon in Köln-Deutz gebaut. Dieses Fahrzeug verfügt ebenfalls über 22 Sitzplätze.
- Gelenktriebwagen 226: der letzte von Westwaggon im Werk Gebr. Gastell in Mainz-Mombach gefertigte Straßenbahnwagen mit heute 38 Sitzplätzen.

Die erste Fahrt fand am Sonntag, 22. April 2007 statt und ging vom Mainzer Hauptbahnhof nach Mainz-Bretzenheim.
2008 standen die Führungen ganz im Zeichen der Feier „125 Jahre ÖPNV in Mainz“ und es kam auch ein Linienfahrzeug, Gelenktriebwagen 276, Baujahr 1984, zum Einsatz.
Im Mainzer Stadtteil Hechtsheim gibt es einen Fußweg, der „Zur Elektrisch“ heißt. Er führt von der „Alten Mainzer Straße“ zur Wendehaltestelle „Am Schinnergraben“.